# Lista över kyrkliga kulturminnen i Västra Götalands län
Förteckning över kyrkliga kulturminnen i Västra Götalands län.

## Ale kommun
| Namn                                | Ursprunglig funktion                                                 | Byggår                 | Arkitekt           | Plats             | Läge               | Anläggnings-ID | Bild                                                                      |
| ----------------------------------- | -------------------------------------------------------------------- | ---------------------- | ------------------ | ----------------- | ------------------ | -------------- | ------------------------------------------------------------------------- |
| Hålanda kyrka (Hålanda-Stommen 5:1) | Kyrka med begravningsplats (1 byggnad)                               | 1100- eller 1200-talet |                    | Hålanda           | 58.04328, 12.28464 |                | Se fler bilder av denna byggnad · Ladda upp en till bild av denna byggnad |
| Kilanda kyrka (Kilanda 6:1)         | Kyrka med begravningsplats (1 byggnad)                               | 1200-talet             |                    | Kilanda socken    | 57.93792, 12.21954 |                | Se fler bilder av denna byggnad · Ladda upp en till bild av denna byggnad |
| Nols kyrka (Nol 3:98)               | Kyrka (1 byggnad)                                                    | 1987                   | Kjell Malmqvist    | Nödinge-Nol       | 57.91595, 12.06383 |                | Se fler bilder av denna byggnad · Ladda upp en till bild av denna byggnad |
| Nödinge kyrka (Nödinge-Stommen 9:1) | Kyrka med begravningsplats (1 byggnad)                               | 1727                   |                    | Nödinge-Nol       | 57.89056, 12.05965 |                | Se fler bilder av denna byggnad · Ladda upp en till bild av denna byggnad |
| Skepplanda kyrka (Skepplanda 9:1)   | Kyrka med begravningsplats (1 byggnad)                               | 1705                   |                    | Skepplanda        | 57.98654, 12.21388 |                | Se fler bilder av denna byggnad · Ladda upp en till bild av denna byggnad |
| Starrkärrs kyrka (Starrkärr 3:2)    | Kyrka med begravningsplats (1 byggnad)                               | 1842                   |                    | Starrkärrs socken | 57.93400, 12.14976 |                | Se fler bilder av denna byggnad · Ladda upp en till bild av denna byggnad |
| Surte kapell (Surte 1:37)           | Kapell,Kapell med begravningsplats (1 byggnad)                       | 1941                   | Melchior Wernstedt | Surte             | 57.83311, 12.01949 |                | Se fler bilder av denna byggnad · Ladda upp en till bild av denna byggnad |
| Surte kyrka (Gränne 1:4)            | Kyrka med kyrkotomt (1 byggnad)                                      | 1912                   | Sigfrid Ericson    | Surte             | 57.83258, 12.01419 |                | Se fler bilder av denna byggnad · Ladda upp en till bild av denna byggnad |
| Älvängens kyrka (Utby 1:142)        | Kyrka sammanbyggd med församlingshem,Kyrka med kyrkotomt (1 byggnad) | 1970                   | Torsten Hansson    | Älvängen          | 57.95811, 12.11994 |                | Se fler bilder av denna byggnad · Ladda upp en till bild av denna byggnad |

## Alingsås kommun
| Namn                              | Ursprunglig funktion                                   | Byggår | Arkitekt | Plats | Läge               | Anläggnings-ID | Bild                                    |
| --------------------------------- | ------------------------------------------------------ | ------ | -------- | ----- | ------------------ | -------------- | --------------------------------------- |
| Christinae kyrka (Druvan 1)       | Kyrka med kyrkotomt, f.d. begravningsplats (1 byggnad) |        |          |       | 57.93109, 12.53211 |                | Ladda upp en till bild av denna byggnad |
| Hemsjö kyrka (Hemsjö 16:1)        | Kyrka med begravningsplats (1 byggnad)                 |        |          |       | 57.84783, 12.47869 |                | Ladda upp en till bild av denna byggnad |
| Landskyrkan (Centrum 1:12)        | Kyrka med kyrkotomt, f.d. begravningsplats (1 byggnad) |        |          |       | 57.93386, 12.53917 |                | Ladda upp en till bild av denna byggnad |
| Nolby gravkapell (Nolby 37:8)     | Gravkapell med begravningsplats (1 byggnad)            |        |          |       | 57.93421, 12.55934 |                | Ladda upp en till bild av denna byggnad |
| Noltorpskyrkan (Plommonet 14)     | Kyrka sammanbyggd med församlingshem (1 byggnad)       |        |          |       | 57.93761, 12.51868 |                | Ladda upp en till bild av denna byggnad |
| Stockslyckekyrkan (Brandchefen 1) | Kyrka sammanbyggd med församlingshem (1 byggnad)       |        |          |       | 57.92140, 12.55320 |                | Ladda upp en till bild av denna byggnad |
| Ödenäs kyrka (Ödenäs 11:1)        | Kyrka med begravningsplats (1 byggnad)                 |        |          |       | 57.81681, 12.56070 |                | Ladda upp en till bild av denna byggnad |

## Bengtsfors kommun
| Namn                                      | Ursprunglig funktion                     | Byggår | Arkitekt | Plats | Läge               | Anläggnings-ID | Bild                                    |
| ----------------------------------------- | ---------------------------------------- | ------ | -------- | ----- | ------------------ | -------------- | --------------------------------------- |
| Bengtsfors kyrka (Bengtsfors 4:14)        | Kyrka med kyrkotomt (4 byggnader)        |        |          |       | 59.03312, 12.23146 |                | Ladda upp en till bild av denna byggnad |
| Billingsfors kyrka (Billingsfors 9:1)     | Kyrka (3 byggnader)                      |        |          |       | 58.98695, 12.25452 |                | Ladda upp en till bild av denna byggnad |
| Bäcke kyrka (Vättungen 1:188)             | Kyrka med begravningsplats (3 byggnader) |        |          |       | 58.79478, 12.16450 |                | Ladda upp en till bild av denna byggnad |
| Dals-Långeds kyrka (Baldersnäs 1:59)      | Kyrka med kyrkotomt (2 byggnader)        |        |          |       | 58.93039, 12.29538 |                | Ladda upp en till bild av denna byggnad |
| Gustavfors kapell (Torrskogs-Bön 1:150)   | Kapell,Frikyrka (3 byggnader)            |        |          |       | 59.18810, 12.10397 |                | Ladda upp en till bild av denna byggnad |
| Laxarby kyrka (Laxarby Stom 5:1)          | Kyrka med begravningsplats (5 byggnader) |        |          |       | 59.03078, 12.32357 |                | Ladda upp en till bild av denna byggnad |
| Steneby kyrka (Steneby Prästgård 2:1)     | Kyrka med begravningsplats (4 byggnader) |        |          |       | 58.93367, 12.20719 |                | Ladda upp en till bild av denna byggnad |
| Tisselskogs kyrka (Tisselskogs Stom 1:10) | Kyrka med begravningsplats (3 byggnader) |        |          |       | 58.90815, 12.39608 |                | Ladda upp en till bild av denna byggnad |
| Torrskogs kyrka (Torrskogs Stom 2:1)      | Kyrka med begravningsplats (6 byggnader) |        |          |       | 59.16979, 12.08138 |                | Ladda upp en till bild av denna byggnad |
| Vårviks kyrka (Vårviks Stom 1:28)         | Kyrka med begravningsplats (3 byggnader) |        |          |       | 59.18322, 12.21012 |                | Ladda upp en till bild av denna byggnad |
| Ärtemarks kyrka (Ärtemarks Stom 4:1)      | Kyrka med begravningsplats (5 byggnader) |        |          |       | 59.03015, 12.17282 |                | Ladda upp en till bild av denna byggnad |
| Ödskölts kyrka (Ödskölt 2:1)              | Kyrka med begravningsplats (4 byggnader) |        |          |       | 58.85212, 12.16128 |                | Ladda upp en till bild av denna byggnad |

## Bollebygds kommun
| Namn                                        | Ursprunglig funktion                   | Byggår | Arkitekt | Plats | Läge               | Anläggnings-ID | Bild                                    |
| ------------------------------------------- | -------------------------------------- | ------ | -------- | ----- | ------------------ | -------------- | --------------------------------------- |
| Bollebygds kyrka (Bollebygds Prästgård 1:2) | Kyrka med begravningsplats (1 byggnad) |        |          |       | 57.67283, 12.55575 |                | Ladda upp en till bild av denna byggnad |
| Olsfors kyrka (Örlid 1:11)                  | Kyrka med kyrkotomt (1 byggnad)        |        |          |       | 57.69278, 12.70004 |                | Ladda upp en till bild av denna byggnad |
| Töllsjö kyrka (Töllsjö Stom 6:1)            | Kyrka med begravningsplats (1 byggnad) |        |          |       | 57.79553, 12.63213 |                | Ladda upp en till bild av denna byggnad |

## Borås kommun
| Namn                                            | Ursprunglig funktion                                                                           | Byggår     | Arkitekt | Plats | Läge               | Anläggnings-ID | Bild                                    |
| ----------------------------------------------- | ---------------------------------------------------------------------------------------------- | ---------- | -------- | ----- | ------------------ | -------------- | --------------------------------------- |
| Borgstena kyrka (Borgstena 13:1)                | Kyrka med begravningsplats (2 byggnader)                                                       | 1100-talet |          |       | 57.88070, 13.02875 |                | Ladda upp en till bild av denna byggnad |
| Bredareds kyrka (Bredared 6:1)                  | Kyrka med begravningsplats (2 byggnader)                                                       |            |          |       | 57.80764, 12.89912 |                | Ladda upp en till bild av denna byggnad |
| Brämhults kyrka (Brämhult 12:1)                 | Kyrka med begravningsplats (4 byggnader)                                                       |            |          |       | 57.73576, 13.02754 |                | Ladda upp en till bild av denna byggnad |
| Byttorpskyrkan (Vågen:5)                        | Kyrka med kyrkotomt,Församlingshem (3 byggnader)                                               |            |          |       | 57.72469, 12.90866 |                | Ladda upp en bild av denna byggnad      |
| Caroli kyrka (Caroli Kyrka 1)                   | Kyrka med begravningsplats (1 byggnad)                                                         |            |          |       | 57.72227, 12.93947 |                | Ladda upp en till bild av denna byggnad |
| Dammsvedjans kyrka (Vällingklockan:2)           | Kyrka med kyrkotomt,Församlingshem (3 byggnader)                                               |            |          |       | 57.69769, 12.94630 |                | Ladda upp en till bild av denna byggnad |
| Dannike kyrka (Dannike 1:56)                    | Kyrka med begravningsplats (1 byggnad)                                                         | 1200-talet |          |       | 57.68355, 13.22836 |                | Ladda upp en till bild av denna byggnad |
| Ekås församlingshem (Ebbared 1:44)              | Församlingshem,Med kyrkorum (2 byggnader)                                                      |            |          |       | 57.74651, 12.88286 |                | Ladda upp en bild av denna byggnad      |
| Fristads kyrka (Fristads Prästgård 2:1)         | Kyrka med begravningsplats (2 byggnader)                                                       |            |          |       | 57.82052, 13.02424 |                | Ladda upp en till bild av denna byggnad |
| Frufällans församlingshem (Råstorp 2:25)        | Församlingshem,Med kyrkorum (2 byggnader)                                                      |            |          |       | 57.77978, 12.98320 |                | Ladda upp en bild av denna byggnad      |
| Gustav Adolfs kyrka (Gustav Adolfs Kyrka 1)     | Kyrka (1 byggnad)                                                                              |            |          |       | 57.72209, 12.94732 |                | Ladda upp en till bild av denna byggnad |
| Hedareds stavkyrka (Hedared 11:1)               | Kyrka med begravningsplats (2 byggnader)                                                       |            |          |       | 57.80887, 12.74640 |                | Ladda upp en till bild av denna byggnad |
| Hulta kyrka (Hultabacke:1)                      | Kyrka utan kyrkotomt eller begravningsplats,Kyrka sammanbyggd med församlingshem (2 byggnader) |            |          |       | 57.71880, 12.97284 |                | Ladda upp en bild av denna byggnad      |
| Hässleholmens kyrka (Hässlehus:12)              | Kyrka sammanbyggd med församlingshem,Kyrka med kyrkotomt (2 byggnader)                         |            |          |       | 57.72999, 12.98200 |                | Ladda upp en till bild av denna byggnad |
| Kinnarumma kyrka (Kinnarumma 18:1)              | Kyrka med begravningsplats (1 byggnad)                                                         |            |          |       | 57.59390, 12.87156 |                | Ladda upp en till bild av denna byggnad |
| Ljushults kyrka (Ljushults Stom 1:7)            | Kyrka med begravningsplats (1 byggnad)                                                         |            |          |       | 57.61733, 13.04372 |                | Ladda upp en till bild av denna byggnad |
| Målsryds kyrka (Målsryd 1:125)                  | Kyrka (2 byggnader)                                                                            |            |          |       | 57.68594, 13.05284 |                | Ladda upp en till bild av denna byggnad |
| Norrmalms kyrka och församlingshem (Rådjuret:1) | Kyrka sammanbyggd med församlingshem,Kyrka med kyrkotomt (1 byggnad)                           |            |          |       | 57.73169, 12.95127 |                | Ladda upp en bild av denna byggnad      |
| Rydboholms kyrka (Rydboholm 1:376)              | Kyrka med kyrkotomt (1 byggnad)                                                                |            |          |       | 57.65312, 12.89111 |                | Ladda upp en till bild av denna byggnad |
| Rångedala kyrka (Rångedala 17:1)                | Kyrka med begravningsplats (2 byggnader)                                                       |            |          |       | 57.79065, 13.12186 |                | Ladda upp en till bild av denna byggnad |
| Sandareds kyrka (Sandhults Rydet 1:149)         | Kyrka sammanbyggd med församlingshem,Kyrka med kyrkotomt (2 byggnader)                         |            |          |       | 57.70978, 12.79679 |                | Ladda upp en till bild av denna byggnad |
| Sandhults kyrka (Sandhult 9:1)                  | Kyrka med begravningsplats (1 byggnad)                                                         |            |          |       | 57.77019, 12.82100 |                | Ladda upp en till bild av denna byggnad |
| Sankt Angars kapell (Göta 3:1)                  | Gravkapell med begravningsplats (1 byggnad)                                                    |            |          |       | 57.71784, 12.93585 |                | Ladda upp en till bild av denna byggnad |
| Sankt Sigfrids kapellkrematorium (Gässlösa 6:1) | Krematorium,Gravkapell med begravningsplats (1 byggnad)                                        |            |          |       | 57.70411, 12.92304 |                | Ladda upp en till bild av denna byggnad |
| Sankta Birgittas kapell (Göta 2:1)              | Gravkapell med begravningsplats (2 byggnader)                                                  |            |          |       | 57.71474, 12.93401 |                | Ladda upp en till bild av denna byggnad |
| Seglora kyrka (Seglora 7:1)                     | Kyrka (1 byggnad)                                                                              |            |          |       | 57.58157, 12.73174 |                | Ladda upp en till bild av denna byggnad |
| Sjöbo kyrka (Biskopsmössan:4)                   | Kyrka med kyrkotomt (2 byggnader)                                                              |            |          |       | 57.74812, 12.94469 |                | Ladda upp en till bild av denna byggnad |
| Toarps kyrka (Toarp 3:1)                        | Kyrka med begravningsplats (1 byggnad)                                                         |            |          |       | 57.73777, 13.10696 |                | Ladda upp en till bild av denna byggnad |
| Tämta kyrka (Tämta 5:2)                         | Kyrka med begravningsplats (1 byggnad)                                                         |            |          |       | 57.90347, 12.90821 |                | Ladda upp en till bild av denna byggnad |
| Tärby kyrka (Tärby 27:1)                        | Kyrka med begravningsplats (2 byggnader)                                                       |            |          |       | 57.83023, 13.10616 |                | Ladda upp en till bild av denna byggnad |
| Viskafors kyrka (Rydboholm 1:377)               | Kyrka med kyrkotomt (1 byggnad)                                                                |            |          |       | 57.62862, 12.84217 |                | Ladda upp en till bild av denna byggnad |
| Vänga kyrka (Vänga 1:16)                        | Kyrka med begravningsplats (2 byggnader)                                                       |            |          |       | 57.85882, 12.93164 |                | Ladda upp en till bild av denna byggnad |
| Äspereds kyrka (Äspered 1:25)                   | Kyrka med begravningsplats (1 byggnad)                                                         |            |          |       | 57.75521, 13.18301 |                | Ladda upp en till bild av denna byggnad |

## Dals-Eds kommun
| Namn                                                   | Ursprunglig funktion                     | Byggår | Arkitekt | Plats | Läge               | Anläggnings-ID | Bild                                    |
| ------------------------------------------------------ | ---------------------------------------- | ------ | -------- | ----- | ------------------ | -------------- | --------------------------------------- |
| Dals-Eds kyrka (Dals-Eds kn, Ed 1:97)                  | Kyrka med begravningsplats (4 byggnader) |        |          |       | 58.90582, 11.93860 |                | Ladda upp en till bild av denna byggnad |
| Gesäters kyrka (Dals-Eds kn, Gesäters Stom S:1)        | Kyrka med begravningsplats (2 byggnader) |        |          |       | 58.78707, 11.83679 |                | Ladda upp en till bild av denna byggnad |
| Håbols kyrka (Dals-Eds kn, Håbols Stom 2:1)            | Kyrka med begravningsplats (4 byggnader) |        |          |       | 58.97183, 12.02396 |                | Ladda upp en till bild av denna byggnad |
| Nössemarks kyrka (Dals-Eds kn, Nössemarks-Strand 3:24) | Kyrka med begravningsplats (3 byggnader) |        |          |       | 59.13413, 11.83568 |                | Ladda upp en till bild av denna byggnad |
| Rölanda kyrka (Dals-Eds kn, Rölanda Prästgård 1:4)     | Kyrka med begravningsplats (6 byggnader) |        |          |       | 58.84177, 11.91557 |                | Ladda upp en till bild av denna byggnad |
| Töftedals kyrka (Dals-Eds kn, Töftedals Stom 2:1)      | Kyrka med begravningsplats (5 byggnader) |        |          |       | 58.84593, 11.78695 |                | Ladda upp en till bild av denna byggnad |

## Essunga kommun
| Namn                               | Ursprunglig funktion                     | Byggår     | Arkitekt           | Plats          | Läge               | Anläggnings-ID | Bild                                                                      |
| ---------------------------------- | ---------------------------------------- | ---------- | ------------------ | -------------- | ------------------ | -------------- | ------------------------------------------------------------------------- |
| Barne-Åsaka kyrka (Åsaka 8:1)      | Kyrka med begravningsplats (1 byggnad)   | 1844       | Fredrik Blom       | Åsaka          | 58.14178, 12.83211 |                | Se fler bilder av denna byggnad · Ladda upp en till bild av denna byggnad |
| Bärebergs kyrka (Bäreberg 9:1)     | Kyrka med begravningsplats (1 byggnad)   | 1200-talet |                    | Bäreberg       | 58.20921, 12.72480 |                | Se fler bilder av denna byggnad · Ladda upp en till bild av denna byggnad |
| Essunga kyrka (Essunga 22:1)       | Kyrka med begravningsplats (4 byggnader) | 1905       | F A Wahlström      | Essunga kyrkby | 58.18218, 12.78439 |                | Se fler bilder av denna byggnad · Ladda upp en till bild av denna byggnad |
| Främmestads kyrka (Främmestad 1:3) | Kyrka med begravningsplats (2 byggnader) | 1785       |                    | Främmestad     | 58.24571, 12.68208 |                | Se fler bilder av denna byggnad · Ladda upp en till bild av denna byggnad |
| Fåglums kyrka (Fåglum 21:1)        | Kyrka med begravningsplats (3 byggnader) | 1130-talet |                    | Fåglum         | 58.12244, 12.77554 |                | Se fler bilder av denna byggnad · Ladda upp en till bild av denna byggnad |
| Kyrkås kyrka (Kyrkås 1:7)          | Kyrka med begravningsplats (2 byggnader) | okänt      |                    | Kyrkås socken  | 58.13721, 12.71089 |                | Se fler bilder av denna byggnad · Ladda upp en till bild av denna byggnad |
| Lekåsa kyrka (Lekåsa 1:28)         | Kyrka med begravningsplats (2 byggnader) | 1861       | Johan Fredrik Åbom | Lekåsa         | 58.13954, 12.88213 |                | Se fler bilder av denna byggnad · Ladda upp en till bild av denna byggnad |
| Malma kapell (Askjum 2:9)          | Kapell (2 byggnader)                     | 1934       | Axel Forssén       | Malma          | 58.23875, 12.75439 |                | Se fler bilder av denna byggnad · Ladda upp en till bild av denna byggnad |
| Nossebro kyrka (Kapellet 1)        | Kyrka (1 byggnad)                        | 1927       | Knut Nordenskjöld  | Nossebro       | 58.18844, 12.72248 |                | Se fler bilder av denna byggnad · Ladda upp en till bild av denna byggnad |

## Falköpings kommun
| Namn                                    | Ursprunglig funktion                             | Byggår                | Arkitekt | Plats | Läge               | Anläggnings-ID | Bild                                    |
| --------------------------------------- | ------------------------------------------------ | --------------------- | -------- | ----- | ------------------ | -------------- | --------------------------------------- |
| Bjurums kyrka (Stora Bjurum 1:2)        | Kyrka med begravningsplats (1 byggnad)           |                       |          |       | 58.26946, 13.49303 |                | Ladda upp en till bild av denna byggnad |
| Borgunda kyrka (Borgunda 56:1)          | Kyrka med begravningsplats (2 byggnader)         |                       |          |       | 58.29417, 13.79947 |                | Ladda upp en till bild av denna byggnad |
| Brismene kyrka (Brismene 7:1)           | Kyrka med begravningsplats (2 byggnader)         |                       |          |       | 58.02080, 13.44914 |                | Ladda upp en till bild av denna byggnad |
| Broddetorps kyrka (Bolum 28:1)          | Kyrka med begravningsplats (1 byggnad)           |                       |          |       | 58.30771, 13.61011 |                | Ladda upp en till bild av denna byggnad |
| Börstigs kyrka (Börstig 4:1)            | Kyrka med begravningsplats (3 byggnader)         |                       |          |       | 57.99284, 13.46734 |                | Ladda upp en till bild av denna byggnad |
| Dala kyrka (Dala 33:2)                  | Kyrka med begravningsplats (1 byggnad)           |                       |          |       | 58.25175, 13.78629 |                | Ladda upp en till bild av denna byggnad |
| Fivlereds kyrka (Fivlereds Kyrka 1:1)   | Kyrka med begravningsplats (3 byggnader)         | Medeltid              |          |       | 57.94662, 13.65814 |                | Ladda upp en till bild av denna byggnad |
| Floby kyrka (Floby 39:1)                | Kyrka med begravningsplats (2 byggnader)         |                       |          |       | 58.12430, 13.34576 |                | Ladda upp en till bild av denna byggnad |
| Fredriksbergs kyrka (Orion 1)           | Kyrka sammanbyggd med församlingshem (1 byggnad) |                       |          |       | 58.17022, 13.57044 |                | Ladda upp en till bild av denna byggnad |
| Friggeråkers kyrka (Friggeråker 27:9)   | Kyrka med begravningsplats (4 byggnader)         |                       |          |       | 58.19742, 13.57923 |                | Ladda upp en till bild av denna byggnad |
| Grolanda kyrka (Grolanda Prästbol 2:1)  | Kyrka med begravningsplats (2 byggnader)         |                       |          |       | 58.06900, 13.35459 |                | Ladda upp en till bild av denna byggnad |
| Gudhems kyrka (Gudhem 14:1)             | Kyrka med begravningsplats,Kloster (1 byggnad)   | 1100-talet            |          |       | 58.23998, 13.55471 |                | Ladda upp en till bild av denna byggnad |
| Gökhems kyrka (Gökhem 16:1)             | Kyrka med begravningsplats (2 byggnader)         | 1130-tal              |          |       | 58.17374, 13.40783 |                | Ladda upp en till bild av denna byggnad |
| Göteve kyrka (Göteve Kyrka 1:1)         | Kyrka med begravningsplats (3 byggnader)         | 1100-talet            |          |       | 58.12383, 13.41308 |                | Ladda upp en till bild av denna byggnad |
| Hällestads kyrka (Hällestad 9:1)        | Kyrka med begravningsplats (2 byggnader)         |                       |          |       | 58.10908, 13.26904 |                | Ladda upp en till bild av denna byggnad |
| Håkantorps kyrka (Håkantorp 4:1)        | Kyrka med begravningsplats (1 byggnad)           |                       |          |       | 58.25548, 13.60401 |                | Ladda upp en till bild av denna byggnad |
| Högstena kyrka (Högstena 20:1)          | Kyrka med begravningsplats (5 byggnader)         | 1100-talet            |          |       | 58.23243, 13.71909 |                | Ladda upp en till bild av denna byggnad |
| Jäla kyrka (Jäla 12:1)                  | Kyrka med begravningsplats (2 byggnader)         | 1100-talet            |          |       | 58.01922, 13.35976 |                | Ladda upp en till bild av denna byggnad |
| Karleby kyrka (Karleby 37:1)            | Kyrka med begravningsplats (2 byggnader)         |                       |          |       | 58.15016, 13.63706 |                | Ladda upp en till bild av denna byggnad |
| Kinneveds kyrka (Kinneved 6:1)          | Kyrka med begravningsplats (2 byggnader)         | 1100-talet            |          |       | 58.06827, 13.51559 |                | Ladda upp en till bild av denna byggnad |
| Kälvene kyrka (Kälvene 24:1)            | Kyrka med begravningsplats (2 byggnader)         | 1100-talet            |          |       | 58.09886, 13.72187 |                | Ladda upp en till bild av denna byggnad |
| Luttra kyrka (Luttra 25:1)              | Kyrka med begravningsplats (3 byggnader)         | 1100-talet            |          |       | 58.13200, 13.56401 |                | Ladda upp en till bild av denna byggnad |
| Marka kyrka (Marka 10:1)                | Kyrka med begravningsplats (2 byggnader)         | 1100-talet            |          |       | 58.15890, 13.48023 |                | Ladda upp en till bild av denna byggnad |
| Mularps kyrka (Mularp 15:1)             | Kyrka med begravningsplats (2 byggnader)         | 1197                  |          |       | 58.16167, 13.70752 |                | Ladda upp en till bild av denna byggnad |
| Mössebergs kyrka (Gärdsmygen 6)         | Kyrka med kyrkotomt (1 byggnad)                  |                       |          |       | 58.17668, 13.54632 |                | Ladda upp en till bild av denna byggnad |
| Näs kyrka (Näs 16:1)                    | Kyrka med begravningsplats (2 byggnader)         |                       |          |       | 58.08521, 13.73838 |                | Ladda upp en till bild av denna byggnad |
| Sankt Olofs kyrka (Gamla Stan 5:1)      | Kyrka med begravningsplats (1 byggnad)           |                       |          |       | 58.16140, 13.55084 |                | Ladda upp en till bild av denna byggnad |
| Segerstads kyrka (Segerstad 33:1)       | Kyrka med begravningsplats (1 byggnad)           |                       |          |       | 58.25897, 13.66716 |                | Ladda upp en till bild av denna byggnad |
| Skörstorps kyrka (Skörstorp 16:1)       | Kyrka med begravningsplats (3 byggnader)         | 1100-talet            |          |       | 58.12579, 13.73215 |                | Ladda upp en till bild av denna byggnad |
| Slöta kyrka (Slöta 21:1)                | Kyrka med begravningsplats (1 byggnad)           |                       |          |       | 58.11404, 13.62543 |                | Ladda upp en till bild av denna byggnad |
| Solberga kyrka (Solberga 16:1)          | Kyrka med begravningsplats (2 byggnader)         | 1100-talet            |          |       | 57.98913, 13.60876 |                | Ladda upp en till bild av denna byggnad |
| Stenstorps kyrka (Stenstorp 32:1)       | Kyrka med begravningsplats (3 byggnader)         |                       |          |       | 58.26785, 13.70810 |                | Ladda upp en till bild av denna byggnad |
| Sörby kyrka (Sörby 16:1)                | Kyrka med begravningsplats (2 byggnader)         | 1100-talet            |          |       | 58.14379, 13.37270 |                | Ladda upp en till bild av denna byggnad |
| Tiarps kyrka (Tiarp 8:1)                | Kyrka med begravningsplats (2 byggnader)         |                       |          |       | 58.19411, 13.72088 |                | Ladda upp en till bild av denna byggnad |
| Torbjörntorps kyrka (Torbjörntorp 17:1) | Kyrka med begravningsplats (1 byggnad)           |                       |          |       | 58.21167, 13.59840 |                | Ladda upp en till bild av denna byggnad |
| Trävattna kyrka (Trävattna 8:1)         | Kyrka med begravningsplats (1 byggnad)           |                       |          |       | 58.15916, 13.26570 |                | Ladda upp en till bild av denna byggnad |
| Ugglums kyrka (Ugglum 22:1)             | Kyrka med begravningsplats (3 byggnader)         | 1100-talet            |          |       | 58.23700, 13.50959 |                | Ladda upp en till bild av denna byggnad |
| Ullene kyrka (Ullene 14:1)              | Kyrka med begravningsplats (1 byggnad)           |                       |          |       | 58.18587, 13.34797 |                | Ladda upp en till bild av denna byggnad |
| Valtorps kyrka (Valtorp 9:1)            | Kyrka med begravningsplats (2 byggnader)         | 1100-talet            |          |       | 58.22871, 13.65093 |                | Ladda upp en till bild av denna byggnad |
| Vartofta-Åsaka kyrka (Åsaka 23:1)       | Kyrka med begravningsplats (2 byggnader)         | 1100 eller 1200-talet |          |       | 58.06423, 13.66380 |                | Ladda upp en till bild av denna byggnad |
| Vilske-Kleva kyrka (Kleva 21:1)         | Kyrka med begravningsplats (1 byggnad)           | 1100-talet            |          |       | 58.20781, 13.43829 |                | Ladda upp en till bild av denna byggnad |
| Vistorps kyrka (Vistorp 7:4)            | Kyrka med begravningsplats (1 byggnad)           |                       |          |       | 58.01335, 13.69388 |                | Ladda upp en till bild av denna byggnad |
| Vårkumla kyrka (Vårkumla 8:1)           | Kyrka med begravningsplats (2 byggnader)         | 1100-talet            |          |       | 58.07337, 13.55930 |                | Ladda upp en till bild av denna byggnad |
| Yllestads kyrkaYllestad 16:1)           | Kyrka med begravningsplats (1 byggnad)           |                       |          |       | 58.05222, 13.71443 |                | Ladda upp en till bild av denna byggnad |
| Åsarp-Smula kyrka (Åsarp 19:1)          | Kyrka med begravningsplats (2 byggnader)         |                       |          |       | 58.02152, 13.57253 |                | Ladda upp en till bild av denna byggnad |
| Åsle kyrka (Åsle 33:1)                  | Kyrka med begravningsplats (3 byggnader)         | 1100-talet            |          |       | 58.17759, 13.68625 |                | Ladda upp en till bild av denna byggnad |
| Östra Tunhems kyrka (Tunhem 8:6)        | Kyrka med begravningsplats (2 byggnader)         |                       |          |       | 58.22426, 13.53047 |                | Ladda upp en till bild av denna byggnad |

## Färgelanda kommun
| Namn                                        | Ursprunglig funktion                     | Byggår | Arkitekt | Plats | Läge               | Anläggnings-ID | Bild                                    |
| ------------------------------------------- | ---------------------------------------- | ------ | -------- | ----- | ------------------ | -------------- | --------------------------------------- |
| Färgelanda kyrka (Färgelanda Prästgård 1:2) | Kyrka med begravningsplats (9 byggnader) |        |          |       | 58.57208, 11.99207 |                | Ladda upp en till bild av denna byggnad |
| Högsäters kyrka (Högsäters Prästgård 1:2)   | Kyrka med begravningsplats (5 byggnader) |        |          |       | 58.64672, 12.05715 |                | Ladda upp en till bild av denna byggnad |
| Järbo kyrka (Järbo Kyrka 1:1)               | Kyrka med begravningsplats (5 byggnader) |        |          |       | 58.72832, 12.13888 |                | Ladda upp en till bild av denna byggnad |
| Lerdals kyrka (Lerdals Stom 1:2)            | Kyrka med begravningsplats (3 byggnader) |        |          |       | 58.75836, 11.89446 |                | Ladda upp en till bild av denna byggnad |
| Rännelanda kyrka (Rännelanda Kyrka 1:1)     | Kyrka med begravningsplats (4 byggnader) |        |          |       | 58.69023, 11.99405 |                | Ladda upp en till bild av denna byggnad |
| Råggärds kyrka (Råggärds Stom 4:1)          | Kyrka med begravningsplats (2 byggnader) |        |          |       | 58.76240, 12.03315 |                | Ladda upp en till bild av denna byggnad |
| Torps kyrka (Torps Prästgård 2:1)           | Kyrka med begravningsplats (4 byggnader) |        |          |       | 58.51625, 11.95060 |                | Ladda upp en till bild av denna byggnad |
| Ödeborgs kyrka (Ödeborgs Stom 2:1)          | Kyrka med begravningsplats (5 byggnader) |        |          |       | 58.54400, 11.99236 |                | Ladda upp en till bild av denna byggnad |

## Grästorps kommun
| Namn                                    | Ursprunglig funktion                     | Byggår     | Arkitekt | Plats | Läge               | Anläggnings-ID | Bild                                    |
| --------------------------------------- | ---------------------------------------- | ---------- | -------- | ----- | ------------------ | -------------- | --------------------------------------- |
| Flakebergs kyrka (Flakeberg 1:25)       | Kyrka med begravningsplats (1 byggnad)   |            |          |       | 58.32245, 12.76073 |                | Ladda upp en till bild av denna byggnad |
| Flo kyrka (Flo 20:1)                    | Kyrka med begravningsplats (2 byggnader) |            |          |       | 58.33521, 12.56813 |                | Ladda upp en till bild av denna byggnad |
| Fridhems kyrka (Längnum 8:27)           | Kyrka med begravningsplats (1 byggnad)   |            |          |       | 58.27691, 12.74888 |                | Ladda upp en till bild av denna byggnad |
| Grästorps kyrka (Lugnet 12)             | Kyrka med kyrkotomt (2 byggnader)        |            |          |       | 58.33280, 12.68101 |                | Ladda upp en till bild av denna byggnad |
| Håle-Tängs kyrka (Håle-Tängs Kyrka 3:1) | Kyrka med begravningsplats (1 byggnad)   |            |          |       | 58.39365, 12.79512 |                | Ladda upp en till bild av denna byggnad |
| Sals kyrka (Sal 11:1)                   | Kyrka med begravningsplats (1 byggnad)   |            |          |       | 58.36060, 12.63025 |                | Ladda upp en till bild av denna byggnad |
| Särestad-Bjärby kyrka (Prästbolet 2:1)  | Kyrka med begravningsplats (3 byggnader) | 1100-talet |          |       | 58.38346, 12.73973 |                | Ladda upp en till bild av denna byggnad |
| Tengene kyrka (Tengene 25:1)            | Kyrka med begravningsplats (3 byggnader) | Medeltiden |          |       | 58.30786, 12.66742 |                | Ladda upp en till bild av denna byggnad |
| Trökörna kyrka (Trökörna 2:1)           | Kyrka med begravningsplats (1 byggnad)   | Medeltiden |          |       | 58.28206, 12.64843 |                | Ladda upp en till bild av denna byggnad |
| Ås kyrka (Åsen 8:1)                     | Kyrka med begravningsplats (3 byggnader) | 1100-talet |          |       | 58.37408, 12.66051 |                | Ladda upp en till bild av denna byggnad |

## Gullspångs kommun
| Namn                                       | Ursprunglig funktion                               | Byggår     | Arkitekt | Plats | Läge               | Anläggnings-ID | Bild                                    |
| ------------------------------------------ | -------------------------------------------------- | ---------- | -------- | ----- | ------------------ | -------------- | --------------------------------------- |
| Amnehärads kyrka (Amnehärads Prästbol 2:10 | Kyrka med begravningsplats (2 byggnader)           | 1200-talet |          |       | 58.99012, 14.08560 |                | Ladda upp en till bild av denna byggnad |
| Gårdsjö kapell (Gårdsjö 13:20)             | Kyrka med begravningsplats (3 byggnader)           |            |          |       | 58.86655, 14.33502 |                | Ladda upp en till bild av denna byggnad |
| Hova gravkapell (Hova 3:34)                | Gravkapell med begravningsplats (2 byggnader)      |            |          |       | 58.85313, 14.22217 |                | Ladda upp en till bild av denna byggnad |
| Hova kyrka (Hova 65:1)                     | Kyrka med begravningsplats (2 byggnader)           |            |          |       | 58.85928, 14.21721 |                | Ladda upp en till bild av denna byggnad |
| Otterbäckens kyrka (Otterbäcken 8:124)     | Kyrka sammanbyggd med församlingshem (2 byggnader) |            |          |       | 58.94367, 14.04229 |                | Ladda upp en till bild av denna byggnad |
| Södra Råda nya kyrka (Norra Backa 1:43)    | Kyrka med begravningsplats (2 byggnader)           |            |          |       | 59.00794, 14.19203 |                | Ladda upp en till bild av denna byggnad |

## Göteborgs kommun
| Namn                                                  | Ursprunglig funktion                                                 | Byggår | Arkitekt                | Plats                       | Läge               | Anläggnings-ID | Bild                                    |
| ----------------------------------------------------- | -------------------------------------------------------------------- | ------ | ----------------------- | --------------------------- | ------------------ | -------------- | --------------------------------------- |
| Allhelgonakyrkan (Kortedala 66:2)                     | Kyrka med kyrkotomt (inga registrerade byggnader)                    |        | Olov Geggen             |                             | koordinater saknas |                | Ladda upp en till bild av denna byggnad |
| Angereds kyrka (Angered 66:1)                         | Kyrka med begravningsplats (1 byggnad)                               |        |                         |                             | 57.78680, 12.10117 |                | Ladda upp en till bild av denna byggnad |
| Annedalskyrkan (Änggården 718:12)                     | Kyrka med kyrkotomt (1 byggnad)                                      |        | Theodor Wåhlin          |                             | 57.68716, 11.95405 |                | Ladda upp en till bild av denna byggnad |
| Askims kyrka (Hovås 3:314)                            | Kyrka med begravningsplats (1 byggnad)                               |        | August Krüger           |                             | 57.61624, 11.94125 |                | Ladda upp en till bild av denna byggnad |
| Asperö kyrka (Asperö 1:231)                           | Kyrka med kyrkotomt,Kyrka sammanbyggd med församlingshem (1 byggnad) |        |                         |                             | 57.65008, 11.79636 |                | Ladda upp en till bild av denna byggnad |
| Backa kyrka (Backa 766:856, 766:855 mfl)              | Kyrka med begravningsplats (1 byggnad)                               |        |                         |                             | 57.74410, 11.98123 |                | Ladda upp en till bild av denna byggnad |
| Bergsjöns kyrka (Bergsjön 47:1)                       | Kyrka (1 byggnad)                                                    |        |                         |                             | 57.75680, 12.06872 |                | Ladda upp en till bild av denna byggnad |
| Bergums kyrka (Bergum 19:1)                           | Kyrka med begravningsplats (1 byggnad)                               |        |                         |                             | 57.81356, 12.17060 |                | Ladda upp en till bild av denna byggnad |
| Billdals kyrka (Hulan 423:1)                          | Kyrka sammanbyggd med församlingshem (1 byggnad)                     |        |                         |                             | 57.57585, 11.94248 |                | Ladda upp en till bild av denna byggnad |
| Björkekärrs kyrka (Sävenäs 127:1)                     | Kyrka sammanbyggd med församlingshem (1 byggnad)                     |        |                         |                             | 57.71405, 12.04683 |                | Ladda upp en till bild av denna byggnad |
| Björlanda kyrka (Björlanda 15:1)                      | Kyrka med begravningsplats (1 byggnad)                               |        |                         |                             | 57.76145, 11.82463 |                | Ladda upp en till bild av denna byggnad |
| Brunnsbokyrkan (Backa 1:5)                            | Kyrka sammanbyggd med församlingshem (1 byggnad)                     |        |                         |                             | 57.72809, 11.97013 |                | Ladda upp en till bild av denna byggnad |
| Brämaregårdens kyrka (Brämaregården 30:11)            | Kyrka (1 byggnad)                                                    |        | Sigfrid Ericson         |                             | 57.71868, 11.94428 |                | Ladda upp en till bild av denna byggnad |
| Brännö kyrka (Brännö 4:178)                           | Kyrka med kyrkotomt (1 byggnad)                                      |        |                         |                             | 57.64356, 11.77781 |                | Ladda upp en till bild av denna byggnad |
| Carl Johans kyrka (Majorna 213:12)                    | Kyrka med kyrkotomt (1 byggnad)                                      |        | Fredrik Blom            |                             | 57.69626, 11.92311 |                | Ladda upp en till bild av denna byggnad |
| Christinæ kyrka (Nordstaden 11:6)                     | Kyrka med begravningsplats (1 byggnad)                               |        |                         |                             | 57.70672, 11.96487 |                | Ladda upp en till bild av denna byggnad |
| Donsö kyrka (Donsö S:36)                              | Kyrka med begravningsplats (1 byggnad)                               |        |                         |                             | 57.59773, 11.80407 |                | Ladda upp en till bild av denna byggnad |
| Glöstorpskyrkan (Tuve 10:156)                         | Kyrka sammanbyggd med församlingshem (1 byggnad)                     |        | Voldemars Vasilis       |                             | 57.75425, 11.92711 |                | Ladda upp en till bild av denna byggnad |
| Grevegårdens kyrka (Tynnered 96:1)                    | Kyrka sammanbyggd med församlingshem (1 byggnad)                     |        |                         |                             | 57.65518, 11.88644 |                | Ladda upp en till bild av denna byggnad |
| Guldhedskyrkan (Landala 36:1)                         | Kyrka (inga registrerade byggnader)                                  |        | Helge Zimdal            |                             | 57.68511, 11.97301 |                | Ladda upp en till bild av denna byggnad |
| Göteborgs domkyrka (Inom Vallgraven 65:1)             | Kyrka med kyrkotomt (1 byggnad)                                      |        |                         |                             | 57.70455, 11.96529 |                | Ladda upp en till bild av denna byggnad |
| Hagakyrkan (Haga 715:15)                              | Kyrka (1 byggnad)                                                    |        | Adolf W. Edelsvärd      |                             | 57.69905, 11.96222 |                | Ladda upp en till bild av denna byggnad |
| Hammarkullens kyrka (Hjällbo 32:1)                    | Kyrka sammanbyggd med församlingshem (1 byggnad)                     |        |                         |                             | 57.78179, 12.03558 |                | Ladda upp en till bild av denna byggnad |
| Hjällbo kyrka (Hjällbo 5:12)                          | Kyrka sammanbyggd med församlingshem (1 byggnad)                     |        |                         |                             | 57.76939, 12.02153 |                | Ladda upp en till bild av denna byggnad |
| Härlanda kyrka (Kålltorp 83:1)                        | Kyrka med begravningsplats (1 byggnad)                               |        |                         |                             | 57.71931, 12.02368 |                | Ladda upp en till bild av denna byggnad |
| Högsbo kyrka (Järnbrott 79:2)                         | Kyrka (1 byggnad)                                                    |        |                         |                             | 57.67141, 11.93041 |                | Ladda upp en till bild av denna byggnad |
| Johannebergskyrkan (Johanneberg 29:1)                 | Kyrka sammanbyggd med församlingshem (1 byggnad)                     |        | Sigfrid Ericson         |                             | 57.69113, 11.98035 |                | Ladda upp en till bild av denna byggnad |
| Kaverös kyrka (Järnbrott 160:1)                       | Kyrka sammanbyggd med församlingshem (1 byggnad)                     |        |                         |                             | 57.66215, 11.92366 |                | Ladda upp en till bild av denna byggnad |
| Kungsladugårdens kyrka (Kungsladugård 55:11)          | Kyrka sammanbyggd med församlingshem (1 byggnad)                     |        |                         |                             | 57.68101, 11.92727 |                | Ladda upp en till bild av denna byggnad |
| Kärra kyrka (Kärra 65:1)                              | Kapell (1 byggnad)                                                   |        |                         |                             | 57.79120, 11.99196 |                | Ladda upp en till bild av denna byggnad |
| Landalakapellet (Landala 16:1)                        | Kyrka (1 byggnad)                                                    |        | Carl Möller             |                             | 57.69191, 11.97333 |                | Ladda upp en till bild av denna byggnad |
| Lundby gamla kyrka (Kyrkbyn 28:3)                     | Kyrka med begravningsplats (1 byggnad)                               |        |                         |                             | 57.71275, 11.91497 |                | Ladda upp en till bild av denna byggnad |
| Lundby nya kyrka (Kyrkbyn 732:54)                     | Kyrka med begravningsplats (1 byggnad)                               |        |                         |                             | 57.70719, 11.91512 |                | Ladda upp en till bild av denna byggnad |
| Länsmansgårdens kyrka (Biskopsgården 90:1)            | Kyrka sammanbyggd med församlingshem (1 byggnad)                     |        |                         |                             | 57.73296, 11.89276 |                | Ladda upp en till bild av denna byggnad |
| Lövgärdets kyrka (Gårdsten 62:17)                     | Kyrka (2 byggnader)                                                  |        |                         |                             | 57.81663, 12.04033 |                | Ladda upp en till bild av denna byggnad |
| Mariakyrkan (Stampen 11:13)                           | Kyrka (1 byggnad)                                                    |        | Carl Wilhelm Carlberg   |                             | 57.70776, 11.98768 |                | Ladda upp en till bild av denna byggnad |
| Masthuggskyrkan (Stigberget 713:94)                   | Kyrka med kyrkotomt (1 byggnad)                                      |        | Sigfrid Ericson         |                             | 57.69710, 11.93752 |                | Ladda upp en till bild av denna byggnad |
| Mikaelskyrkan (Askim 231:3)                           | Kyrka sammanbyggd med församlingshem (1 byggnad)                     |        |                         |                             | 57.63702, 11.93969 |                | Ladda upp en till bild av denna byggnad |
| Nylöse kyrka (Gamlestaden 19:1)                       | Kyrka (1 byggnad)                                                    |        |                         |                             | 57.73575, 12.00726 |                | Ladda upp en till bild av denna byggnad |
| Näsets kyrka (Näset 51:54)                            | Kyrka sammanbyggd med församlingshem (1 byggnad)                     |        |                         |                             | 57.62510, 11.89875 |                | Ladda upp en till bild av denna byggnad |
| Oscar Fredriks kyrka (Olivedal 36:2)                  | Kyrka (1 byggnad)                                                    |        | Helgo Zettervall        |                             | 57.69660, 11.94723 |                | Ladda upp en till bild av denna byggnad |
| Pater Nosterkyrkan (Majorna 331:10)                   | Kyrka sammanbyggd med församlingshem (1 byggnad)                     |        |                         |                             | 57.68991, 11.93249 |                | Ladda upp en till bild av denna byggnad |
| Rödbo kyrka (Göddered 1:194)                          | Kyrka med begravningsplats (1 byggnad)                               |        |                         |                             | 57.85628, 11.99434 |                | Ladda upp en till bild av denna byggnad |
| S:t Johanneskyrkan (Stigberget 34:1)                  | Kyrka med kyrkotomt (1 byggnad)                                      |        | Johan August Westerberg |                             | 57.69879, 11.93918 |                | Ladda upp en till bild av denna byggnad |
| Sankt Olof och Sankt Sigfrids kapell (Kviberg 741:35) | Krematorium,Gravkapell med begravningsplats (1 byggnad)              |        |                         |                             | 57.74054, 12.01861 |                | Ladda upp en till bild av denna byggnad |
| Sankt Pauli kyrka (Olskroken 743:7)                   | Kyrka (1 byggnad)                                                    |        | Adrian C. Peterson      |                             | 57.71436, 12.00350 |                | Ladda upp en till bild av denna byggnad |
| Skårs kyrka (Skår 30:1)                               | Kyrka sammanbyggd med församlingshem (1 byggnad)                     |        | Johan Tuvert            |                             | 57.69087, 12.00682 |                | Ladda upp en till bild av denna byggnad |
| Styrsö kyrka (Styrsö S:50)                            | Kyrka med begravningsplats (1 byggnad)                               |        |                         |                             | 57.61647, 11.78338 |                | Ladda upp en till bild av denna byggnad |
| Säve kyrka (Sankt Olofs kyrka) (Säve 15:1)            | Kyrka med begravningsplats (1 byggnad)                               |        |                         |                             | 57.80289, 11.91845 |                | Ladda upp en till bild av denna byggnad |
| Toleredskyrkan (Tolered 176:1)                        | Kyrka (1 byggnad)                                                    |        |                         |                             | 57.73141, 11.91924 |                | Ladda upp en till bild av denna byggnad |
| Torslanda kyrka (Torslanda 35:10                      | Kyrka med begravningsplats (1 byggnad)                               |        |                         |                             | 57.72504, 11.76903 |                | Ladda upp en till bild av denna byggnad |
| Tuve kyrka (Tuve 2:105)                               | Kyrka med begravningsplats (1 byggnad)                               |        |                         |                             | 57.76600, 11.93312 |                | Ladda upp en till bild av denna byggnad |
| Tynnereds kyrka (Tynnered 11:1)                       | Kyrka med kyrkotomt (1 byggnad)                                      |        |                         |                             | 57.65015, 11.89953 |                | Ladda upp en till bild av denna byggnad |
| Utby kyrka (Utby 753:344 mfl)                         | Kyrka (1 byggnad)                                                    |        |                         |                             | 57.74010, 12.05003 |                | Ladda upp en till bild av denna byggnad |
| Vasakyrkan (Lorensberg 61:1)                          | Kyrka (1 byggnad)                                                    |        | Yngve Rasmussen         |                             | 57.69695, 11.97342 |                | Ladda upp en till bild av denna byggnad |
| Vrångö kyrka (Vrångö 49:1)                            | Kyrka med kyrkotomt (1 byggnad)                                      |        |                         |                             | 57.57281, 11.78283 |                | Ladda upp en till bild av denna byggnad |
| Västra Frölunda kyrka (Järnbrott 166:10)              | Kyrka (1 byggnad)                                                    |        |                         |                             | 57.64886, 11.92160 |                | Ladda upp en till bild av denna byggnad |
| Vårfrukyrkan (Kortedala 18:5)                         | Kyrka sammanbyggd med församlingshem (1 byggnad)                     |        | Johan Tuvert            |                             | 57.74824, 12.02827 |                | Ladda upp en till bild av denna byggnad |
| Älvsborgs kyrka (Älvsborg 314:13)                     | Kyrka sammanbyggd med församlingshem (1 byggnad)                     |        | Yngve Rasmussen         |                             | 57.67561, 11.88441 |                | Ladda upp en till bild av denna byggnad |
| Örgryte gamla kyrka (Bö 108:1)                        | Kyrka med begravningsplats (1 byggnad)                               |        |                         |                             | 57.69855, 11.99690 |                | Ladda upp en till bild av denna byggnad |
| Örgryte nya kyrka (Bö 8:1)                            | Kyrka med kyrkotomt (1 byggnad)                                      |        | Adrian C. Peterson      |                             | 57.70289, 12.00544 |                | Ladda upp en till bild av denna byggnad |
| Östra kyrkogårdskapellet (Bagaregården 742:9)         | Gravkapell (1 byggnad)                                               | 1861   | Hans Strömberg          | Östra kyrkogården, Göteborg | 57.71518, 12.00738 |                | Ladda upp en till bild av denna byggnad |

## Götene kommun
| Namn                                 | Ursprunglig funktion                     | Byggår                | Arkitekt | Plats | Läge               | Anläggnings-ID | Bild                                    |
| ------------------------------------ | ---------------------------------------- | --------------------- | -------- | ----- | ------------------ | -------------- | --------------------------------------- |
| Broby kapell (Broby 7:6)             | Kyrka med begravningsplats (3 byggnader) |                       |          |       | 58.49769, 13.34827 |                | Ladda upp en till bild av denna byggnad |
| Forshems kyrka (Forshem 18:1)        | Kyrka med begravningsplats (1 byggnad)   | 1130-talet            |          |       | 58.61983, 13.49006 |                | Ladda upp en till bild av denna byggnad |
| Fullösa kyrka (Fullösa 11:1)         | Kyrka med begravningsplats (2 byggnader) | 1100-talet            |          |       | 58.58178, 13.47850 |                | Ladda upp en till bild av denna byggnad |
| Götene kyrka (Klockarbolet 1)        | Kyrka med begravningsplats (3 byggnader) | 1100-talet            |          |       | 58.53109, 13.50108 |                | Ladda upp en till bild av denna byggnad |
| Hangelösa kyrka (Hangelösa 29:1)     | Kyrka med begravningsplats (1 byggnad)   |                       |          |       | 58.47310, 13.32922 |                | Ladda upp en till bild av denna byggnad |
| Holmestads kyrka (Enebacken 1:54)    | Kyrka (1 byggnad)                        |                       |          |       | 58.54280, 13.57022 |                | Ladda upp en till bild av denna byggnad |
| Husaby kyrka (Husaby 13:1)           | Kyrka med begravningsplats (1 byggnad)   | 1000-talet            |          |       | 58.52527, 13.37989 |                | Ladda upp en till bild av denna byggnad |
| Hönsäters kapell (Hönsäter 42:1)     | Kyrka med begravningsplats (1 byggnad)   |                       |          |       | 58.62416, 13.41820 |                | Ladda upp en till bild av denna byggnad |
| Kestads kyrka (Kestad 29:1)          | Kyrka med begravningsplats (1 byggnad)   |                       |          |       | 58.56537, 13.45013 |                | Ladda upp en till bild av denna byggnad |
| Kinne-Kleva kyrka (Kleva 30:1)       | Kyrka med begravningsplats (1 byggnad)   |                       |          |       | 58.54344, 13.41737 |                | Ladda upp en till bild av denna byggnad |
| Kinne-Vedums kyrka (Vedum 15:1)      | Kyrka med begravningsplats (1 byggnad)   | 1100-talet            |          |       | 58.55869, 13.50618 |                | Ladda upp en till bild av denna byggnad |
| Källby kyrka (Källby 12:1)           | Kyrka med begravningsplats (2 byggnader) | 1100-talet            |          |       | 58.50811, 13.32930 |                | Ladda upp en till bild av denna byggnad |
| Ledsjö kyrka (Ledsjö 9:1)            | Kyrka med begravningsplats (1 byggnad)   | Medeltiden            |          |       | 58.46962, 13.47389 |                | Ladda upp en till bild av denna byggnad |
| Medelplana kyrka (Medelplana 15:1)   | Kyrka med begravningsplats (1 byggnad)   | 1100-talet            |          |       | 58.57807, 13.37181 |                | Ladda upp en till bild av denna byggnad |
| Ova kyrka (Ova Kyrka 3:1)            | Kyrka med begravningsplats (1 byggnad)   | 1100-talet            |          |       | 58.47861, 13.40075 |                | Ladda upp en till bild av denna byggnad |
| Skeby kyrka (Skeby 21:1)             | Kyrka med begravningsplats (1 byggnad)   | 1100-talet            |          |       | 58.49454, 13.31541 |                | Ladda upp en till bild av denna byggnad |
| Skälvums kyrka (Skälvum 13:1)        | Kyrka med begravningsplats (1 byggnad)   | 1100-talet            |          |       | 58.51098, 13.40562 |                | Ladda upp en till bild av denna byggnad |
| Västerplana kyrka (Västerplana 26:1) | Kyrka med begravningsplats (1 byggnad)   | 1100-talet            |          |       | 58.56024, 13.35048 |                | Ladda upp en till bild av denna byggnad |
| Vättlösa kyrka (Vättlösa 12:1)       | Kyrka med begravningsplats (2 byggnader) | 1100 eller 1200-talet |          |       | 58.51247, 13.49193 |                | Ladda upp en till bild av denna byggnad |
| Österplana kyrka (Hönsäter S:1)      | Kyrka med kyrkotomt (1 byggnad)          |                       |          |       | 58.57398, 13.42887 |                | Ladda upp en till bild av denna byggnad |

## Herrljunga kommun
| Namn                                                           | Ursprunglig funktion                      | Byggår                | Arkitekt | Plats | Läge               | Anläggnings-ID | Bild                                    |
| -------------------------------------------------------------- | ----------------------------------------- | --------------------- | -------- | ----- | ------------------ | -------------- | --------------------------------------- |
| Alboga kyrka (Alboga 1:10, 4:1)                                | Kyrka med begravningsplats (3 byggnader)  |                       |          |       | koordinater saknas |                | Ladda upp en till bild av denna byggnad |
| Broddarps kyrka (Broddarp 10:1)                                | Kyrka med begravningsplats (2 byggnader)  |                       |          |       | 57.99561, 13.29463 |                | Ladda upp en till bild av denna byggnad |
| Bråttensby kyrka (Bråttensby 20:1)                             | Kyrka (1 byggnad)                         |                       |          |       | 58.05522, 12.89759 |                | Ladda upp en till bild av denna byggnad |
| Eggvena kyrka (Eggvena 4:16)                                   | Kyrka med begravningsplats (1 byggnad)    | 1100-talet            |          |       | 58.08750, 12.89333 |                | Ladda upp en till bild av denna byggnad |
| Eriksbergs gamla kyrka (Eriksberg 7:1)                         | Kyrka med begravningsplats (3 byggnader)  | 1100-talet            |          |       | 58.03030, 13.27150 |                | Ladda upp en till bild av denna byggnad |
| Eriksbergs nya kyrka (Gäsene-Eriksbergs kyrka) (Eriksberg 4:2) | Kyrka med begravningsplats (2 byggnader)  |                       |          |       | 58.02672, 13.27486 |                | Ladda upp en till bild av denna byggnad |
| Fåglaviks kapell (Lindspång 1:22)                              | Kyrka (2 byggnader)                       |                       |          |       | 58.11172, 13.10630 |                | Ladda upp en till bild av denna byggnad |
| Fölene kyrka (Fölene 14:1)                                     | Kyrka med begravningsplats (1 byggnad)    | 1100 eller 1200-talet |          |       | 58.08516, 12.97227 |                | Ladda upp en till bild av denna byggnad |
| Grude kyrka (Grude 19:1)                                       | Kyrka med begravningsplats (1 byggnad)    |                       |          |       | 57.99231, 13.01874 |                | Ladda upp en till bild av denna byggnad |
| Herrljunga kyrka (Herrljunga 2:50)                             | Kyrka med begravningsplats (2 byggnader)  |                       |          |       | 58.07911, 13.03835 |                | Ladda upp en till bild av denna byggnad |
| Hovs kyrka (Hov 11:1)                                          | Kyrka med begravningsplats (3 byggnader)  | 1100-talet            |          |       | 57.99426, 13.11533 |                | Ladda upp en till bild av denna byggnad |
| Hudene kyrka (Hudene 37:1)                                     | Kyrka med begravningsplats (2 byggnader)  |                       |          |       | 58.05264, 13.09292 |                | Ladda upp en till bild av denna byggnad |
| Jällby kyrka (Jällby 14:1)                                     | Kyrka med begravningsplats (2 byggnader)  | 1100-talet            |          |       | 58.02531, 12.99223 |                | Ladda upp en till bild av denna byggnad |
| Källeryds kapell (Knutse 2:19)                                 | Kapell (3 byggnader)                      |                       |          |       | 58.11235, 13.18761 |                | Ladda upp en bild av denna byggnad      |
| Källunga kyrka (Källunga 15:1)                                 | Kyrka med begravningsplats (2 byggnader)  | 1100-talet            |          |       | 58.04665, 13.16849 |                | Ladda upp en till bild av denna byggnad |
| Ljungs församlingshem (Ljung 2:13)                             | Församlingshem,Med kyrkorum (3 byggnader) |                       |          |       | koordinater saknas |                | Ladda upp en bild av denna byggnad      |
| Mjäldrunga kyrka (Mjäldrunga 10:1)                             | Kyrka med begravningsplats (2 byggnader)  |                       |          |       | 58.07558, 13.24584 |                | Ladda upp en till bild av denna byggnad |
| Molla kyrka (Molla Kyrka 1:1)                                  | Kyrka med begravningsplats (2 byggnader)  | 1100-talet            |          |       | koordinater saknas |                | Ladda upp en till bild av denna byggnad |
| Od kyrka (Od 15:1)                                             | Kyrka med begravningsplats (3 byggnader)  | 1100-talet            |          |       | 57.94325, 13.18751 |                | Ladda upp en till bild av denna byggnad |
| Remmene kyrka (Remmene Kyrka 2:1)                              | Kyrka med begravningsplats (1 byggnad)    |                       |          |       | 58.06302, 12.95204 |                | Ladda upp en till bild av denna byggnad |
| Skölvene kyrka (Skölvene 6:1)                                  | Kyrka med begravningsplats (2 byggnader)  |                       |          |       | 58.02032, 13.15210 |                | Ladda upp en till bild av denna byggnad |
| Södra Björke kyrka (Björke 9:1)                                | Kyrka med begravningsplats (2 byggnader)  |                       |          |       | koordinater saknas |                | Ladda upp en till bild av denna byggnad |
| Vesene kyrka (Vesene 8:1)                                      | Kyrka med begravningsplats (3 byggnader)  | 1100-talet            |          |       | koordinater saknas |                | Ladda upp en till bild av denna byggnad |
| Öra kyrka (Öra 5:1)                                            | Kyrka med begravningsplats (2 byggnader)  | 1200-talet            |          |       | 57.98258, 13.33545 |                | Ladda upp en till bild av denna byggnad |

## Hjo kommun
| Namn                                      | Ursprunglig funktion                          | Byggår                | Arkitekt | Plats | Läge               | Anläggnings-ID | Bild                                    |
| ----------------------------------------- | --------------------------------------------- | --------------------- | -------- | ----- | ------------------ | -------------- | --------------------------------------- |
| Fridene kyrka (Fridene 16:1)              | Kyrka med begravningsplats (2 byggnader)      | 1100 eller 1200-talet |          |       | 58.29321, 14.05278 |                | Ladda upp en till bild av denna byggnad |
| Grevbäcks kyrka (Prästgården 1:7)         | Kyrka med begravningsplats (2 byggnader)      | Medeltid              |          |       | 58.35223, 14.34863 |                | Ladda upp en till bild av denna byggnad |
| Hjo Begravningskapell (Söder 3:19)        | Gravkapell med begravningsplats (2 byggnader) |                       |          |       | 58.30050, 14.28208 |                | Ladda upp en till bild av denna byggnad |
| Hjo Folkhögskolas kapell (Lundbyskogen 1) | Skola,Folkhögskola (2 byggnader)              |                       |          |       | 58.30573, 14.26586 |                | Ladda upp en bild av denna byggnad      |
| Hjo kyrka (Kaplanen 7)                    | Kyrka med begravningsplats (1 byggnad)        |                       |          |       | 58.30190, 14.28785 |                | Ladda upp en till bild av denna byggnad |
| Korsberga kyrka (Korsberga 3:1)           | Kyrka med begravningsplats (3 byggnader)      |                       |          |       | 58.29818, 14.10520 |                | Ladda upp en till bild av denna byggnad |
| Mofalla gravkapell (Svebråta 2:27)        | Gravkapell med begravningsplats (3 byggnader) |                       |          |       | 58.34286, 14.16969 |                | Ladda upp en bild av denna byggnad      |
| Mofalla kyrka (Mofalla Kyrka 1:1)         | Kyrka med begravningsplats (2 byggnader)      |                       |          |       | 58.35293, 14.19790 |                | Ladda upp en till bild av denna byggnad |
| Norra Fågelås kyrka (Prästbolet 2:1)      | Kyrka med begravningsplats (3 byggnader)      | 1100-talet            |          |       | 58.26718, 14.26622 |                | Ladda upp en till bild av denna byggnad |
| Svärtans kapell (Grebban 1:46)            | Kapell (2 byggnader)                          |                       |          |       | 58.31127, 14.25280 |                | Ladda upp en bild av denna byggnad      |
| Södra Fågelås kyrka (Södra Fågelås 2:1)   | Kyrka med begravningsplats (2 byggnader)      |                       |          |       | 58.20104, 14.20939 |                | Ladda upp en till bild av denna byggnad |

## Härryda kommun
| Namn                                | Ursprunglig funktion                   | Byggår | Arkitekt | Plats | Läge               | Anläggnings-ID | Bild                                    |
| ----------------------------------- | -------------------------------------- | ------ | -------- | ----- | ------------------ | -------------- | --------------------------------------- |
| Björketorps kyrka (Björketorp S:2)  | Kyrka med begravningsplats (1 byggnad) |        |          |       | 57.64981, 12.48920 |                | Ladda upp en till bild av denna byggnad |
| Hindås kyrka (Hindås 1:48)          | Kyrka (1 byggnad)                      |        |          |       | 57.70210, 12.45280 |                | Ladda upp en till bild av denna byggnad |
| Härryda kyrka (Prästgärde 2:1)      | Kyrka med begravningsplats (1 byggnad) |        |          |       | 57.69161, 12.30841 |                | Ladda upp en till bild av denna byggnad |
| Landvetters kyrka (Landvetter 31:1) | Kyrka med begravningsplats (1 byggnad) |        |          |       | 57.68145, 12.20840 |                | Ladda upp en till bild av denna byggnad |
| Råda kyrka (Kindbogården 1:69)      | Kyrka med begravningsplats (1 byggnad) |        |          |       | 57.66064, 12.10688 |                | Ladda upp en till bild av denna byggnad |

## Karlsborgs kommun
| Namn                                  | Ursprunglig funktion                                                          | Byggår     | Arkitekt | Plats | Läge               | Anläggnings-ID | Bild                                    |
| ------------------------------------- | ----------------------------------------------------------------------------- | ---------- | -------- | ----- | ------------------ | -------------- | --------------------------------------- |
| Bocksjö kapell (Bocksjö 1:2)          | Kapell,Kapell med begravningsplats (1 byggnad)                                |            |          |       | 58.67183, 14.60388 |                | Ladda upp en till bild av denna byggnad |
| Breviks kyrka (Kyrkebolet 2:1)        | Kyrka med begravningsplats (4 byggnader)                                      | Medeltiden |          |       | 58.43962, 14.41335 |                | Ladda upp en till bild av denna byggnad |
| Forsviks kyrka (Forsvik 5:27)         | Kyrka (2 byggnader)                                                           |            |          |       | 58.58721, 14.43434 |                | Ladda upp en till bild av denna byggnad |
| Karlsborgs gravkapell (Gräshult 14:3) | Gravkapell med begravningsplats (1 byggnad)                                   |            |          |       | koordinater saknas |                | Ladda upp en till bild av denna byggnad |
| Mölltorps kyrka (Mölltorp 10:1)       | Kyrka med begravningsplats (2 byggnader)                                      | 1200-talet |          |       | 58.49429, 14.40652 |                | Ladda upp en till bild av denna byggnad |
| Tacksägelsekyrkan (Svanvik 3:132)     | Kyrka med begravningsplats,Kyrka sammanbyggd med församlingshem (2 byggnader) |            |          |       | 58.55153, 14.47780 |                | Ladda upp en bild av denna byggnad      |
| Undenäs kyrka (Prästebolet 1:3)       | Kyrka med begravningsplats (3 byggnader)                                      |            |          |       | 58.65758, 14.39785 |                | Ladda upp en till bild av denna byggnad |

## Kungälvs kommun
| Namn                                  | Ursprunglig funktion                   | Byggår | Arkitekt | Plats | Läge               | Anläggnings-ID | Bild                                    |
| ------------------------------------- | -------------------------------------- | ------ | -------- | ----- | ------------------ | -------------- | --------------------------------------- |
| Harestads kyrka (Kyrkeby 9:1)         | Kyrka med begravningsplats (1 byggnad) |        |          |       | 57.81735, 11.83754 |                | Ladda upp en till bild av denna byggnad |
| Hålta kyrka (Hålta 2:1)               | Kyrka med begravningsplats (1 byggnad) |        |          |       | 57.89557, 11.82802 |                | Ladda upp en till bild av denna byggnad |
| Kareby kyrka (Kareby 8:1)             | Kyrka med begravningsplats (1 byggnad) |        |          |       | 57.91035, 11.91204 |                | Ladda upp en till bild av denna byggnad |
| Kastalakyrkan (Rödhaken 19)           | Kyrka med kyrkotomt (1 byggnad)        |        |          |       | 57.86941, 11.95737 |                | Ladda upp en till bild av denna byggnad |
| Kungälvs kyrka (Kyrkan 1)             | Kyrka med begravningsplats (1 byggnad) |        |          |       | 57.86510, 11.99522 |                | Ladda upp en till bild av denna byggnad |
| Lycke kyrka (Lycke 2:11)              | Kyrka med begravningsplats (1 byggnad) |        |          |       | 57.87546, 11.72083 |                | Ladda upp en till bild av denna byggnad |
| Marstrands gravkapell (Marstrand 6:7) | Gravkapell (1 byggnad)                 |        |          |       | 57.89022, 11.59993 |                | Ladda upp en till bild av denna byggnad |
| Marstrands kyrka (Marstrand 43:1)     | Kyrka med begravningsplats (1 byggnad) |        |          |       | 57.88631, 11.58280 |                | Ladda upp en till bild av denna byggnad |
| Norrmannebo kapell (Norrmannebo 2:20) | Kapell (1 byggnad)                     |        |          |       | 57.98269, 12.10732 |                | Ladda upp en till bild av denna byggnad |
| Romelanda kyrka (Tyfter 1:7)          | Kyrka med begravningsplats (1 byggnad) |        |          |       | 57.92337, 12.02279 |                | Ladda upp en till bild av denna byggnad |
| Solberga kyrka (Solberg 8:1)          | Kyrka med begravningsplats (1 byggnad) |        |          |       | 57.94070, 11.81795 |                | Ladda upp en till bild av denna byggnad |
| Torsby kyrka (Torsby 13:1)            | Kyrka med begravningsplats (1 byggnad) |        |          |       | 57.84134, 11.78018 |                | Ladda upp en till bild av denna byggnad |
| Ytterby kyrka (Högen 2)               | Kyrka med begravningsplats (1 byggnad) |        |          |       | 57.86158, 11.92107 |                | Ladda upp en till bild av denna byggnad |

## Lerums kommun
| Namn                                      | Ursprunglig funktion                                                 | Byggår | Arkitekt | Plats | Läge               | Anläggnings-ID | Bild                                    |
| ----------------------------------------- | -------------------------------------------------------------------- | ------ | -------- | ----- | ------------------ | -------------- | --------------------------------------- |
| Aspenskyrkan (Bråta 20:1)                 | Kyrka sammanbyggd med församlingshem,Kyrka med kyrkotomt (1 byggnad) |        |          |       | 57.74969, 12.24316 |                | Ladda upp en till bild av denna byggnad |
| Aspenäs kyrka (Torp 1:53)                 | Lanthandel (1 byggnad)                                               |        |          |       | 57.77150, 12.24851 |                | Ladda upp en till bild av denna byggnad |
| Lerums kyrka (Lerum 22:1)                 | Kyrka med begravningsplats (1 byggnad)                               |        |          |       | 57.77581, 12.28276 |                | Ladda upp en till bild av denna byggnad |
| Skallsjö kyrka (Floda 10:1)               | Kyrka med begravningsplats (1 byggnad)                               |        |          |       | 57.80527, 12.37966 |                | Ladda upp en till bild av denna byggnad |
| Stenkullens kyrka (Ölslanda 1:125)        | Kyrka med kyrkotomt,Kyrka sammanbyggd med församlingshem (1 byggnad) |        |          |       | 57.78824, 12.30406 |                | Ladda upp en till bild av denna byggnad |
| Stora Lundby kyrka (Lundby Prästgård 1:1) | Kyrka med begravningsplats (2 byggnader)                             |        |          |       | 57.82672, 12.29110 |                | Ladda upp en till bild av denna byggnad |
| Östads kyrka (Östad 8:1)                  | Kyrka med begravningsplats (1 byggnad)                               |        |          |       | 57.92684, 12.36306 |                | Ladda upp en till bild av denna byggnad |

## (Lidköpings kommun)
Friels kyrka,
Gillstads kyrka,
Gösslunda kyrka,
Hasslösa kyrka,
Hovby kyrka,
Häggesleds kyrka,
Härjevads kyrka,
Järpås kyrka,
Karaby kyrka,
Kyrkans gård-Lockörns kyrka,
Kållands-Åsaka kyrka,
Lavads kyrka,
Lindärva kyrka,
Läckö slottskyrka,
Mellby kyrka,
Norra Härene kyrka,
Norra Kedums kyrka,
Otterstads kyrka,
Rackeby kyrka,
Råda kyrka,
Saleby kyrka,
Sakt Maria kyrka,
Sankt Nicilai kyrka,
Sant Sigfrids kyrka,
Skalunda kyrka,
Strö kyrka,
Sunnersbergs kyrka,
Sävare kyrka,
Söne kyrka,
Tranums kyrka,
Trässbergs kyrka,
Tuns kyrka,
Tådene kyrka,
Uvereds kyrka,
Väla kyrka,
Örslösa kyrka,
| Namn                 | Ursprunglig funktion | Byggår                | Arkitekt | Plats | Läge               | Anläggnings-ID            | Bild                               |
| -------------------- | -------------------- | --------------------- | -------- | ----- | ------------------ | ------------------------- | ---------------------------------- |
| Friels kyrka         |                      | 1200-talet            |          |       | koordinater saknas | Sök i Bebyggelseregistret | Ladda upp en bild av denna byggnad |
| Gillstads kyrka      |                      | 1100-talet            |          |       | koordinater saknas | Sök i Bebyggelseregistret | Ladda upp en bild av denna byggnad |
| Gösslunda kyrka      |                      | 1100-talet            |          |       | koordinater saknas | Sök i Bebyggelseregistret | Ladda upp en bild av denna byggnad |
| Hovby kyrka          |                      | 1100-talet            |          |       | koordinater saknas | Sök i Bebyggelseregistret | Ladda upp en bild av denna byggnad |
| Kållands-Åsaka kyrka |                      | 1200-talet            |          |       | koordinater saknas | Sök i Bebyggelseregistret | Ladda upp en bild av denna byggnad |
| Lavads kyrka         |                      | 1100 eller 1200-talet |          |       | koordinater saknas | Sök i Bebyggelseregistret | Ladda upp en bild av denna byggnad |
| Lindärva kyrka       |                      | 1000-talet            |          |       | koordinater saknas | Sök i Bebyggelseregistret | Ladda upp en bild av denna byggnad |
| Norra Härene kyrka   |                      | 1100-talet            |          |       | koordinater saknas | Sök i Bebyggelseregistret | Ladda upp en bild av denna byggnad |
| Norra Kedums kyrka   |                      | 1200-talet            |          |       | koordinater saknas | Sök i Bebyggelseregistret | Ladda upp en bild av denna byggnad |
| Rackeby kyrka        |                      | 1100-talet            |          |       | koordinater saknas | Sök i Bebyggelseregistret | Ladda upp en bild av denna byggnad |
| Råda kyrka           |                      | 1100-talet            |          |       | koordinater saknas | Sök i Bebyggelseregistret | Ladda upp en bild av denna byggnad |
| Sankta Maria kapell  |                      | 1100-talet            |          |       | koordinater saknas | Sök i Bebyggelseregistret | Ladda upp en bild av denna byggnad |
| Skalunda kyrka       |                      | 1100-talet            |          |       | koordinater saknas | Sök i Bebyggelseregistret | Ladda upp en bild av denna byggnad |
| Strö kyrka           |                      | 1100-talet            |          |       | koordinater saknas | Sök i Bebyggelseregistret | Ladda upp en bild av denna byggnad |
| Sunnersbergs kyrka   |                      | 1100 eller 1200-talet |          |       | koordinater saknas | Sök i Bebyggelseregistret | Ladda upp en bild av denna byggnad |
| Söne kyrka           |                      | 1100-talet            |          |       | koordinater saknas | Sök i Bebyggelseregistret | Ladda upp en bild av denna byggnad |
| Tådene gamla kyrka   |                      | 1200-talet            |          |       | koordinater saknas | Sök i Bebyggelseregistret | Ladda upp en bild av denna byggnad |
| Väla kyrka           |                      | 1200-talet            |          |       | koordinater saknas | Sök i Bebyggelseregistret | Ladda upp en bild av denna byggnad |
| Örslösa kyrka        |                      | Medeltiden            |          |       | koordinater saknas | Sök i Bebyggelseregistret | Ladda upp en bild av denna byggnad |

## Lilla Edets kommun
| Namn                                                        | Ursprunglig funktion                     | Byggår | Arkitekt | Plats | Läge               | Anläggnings-ID | Bild                                    |
| ----------------------------------------------------------- | ---------------------------------------- | ------ | -------- | ----- | ------------------ | -------------- | --------------------------------------- |
| Ale-Skövde kyrka (Lilla Edets kn, Skövde 5:1)               | Kyrka med begravningsplats (1 byggnad)   |        |          |       | 58.06158, 12.20846 |                | Ladda upp en till bild av denna byggnad |
| Fuxerna kyrka (Lilla Edets kn, Fuxerna Kyrka 1)             | Kyrka med begravningsplats (1 byggnad)   |        |          |       | 58.12854, 12.12420 |                | Ladda upp en till bild av denna byggnad |
| Hjärtums kyrka (Lilla Edets kn, Hjärtum 21:1)               | Kyrka med begravningsplats (1 byggnad)   |        |          |       | 58.18151, 12.10991 |                | Ladda upp en till bild av denna byggnad |
| Sankt Peders kyrka (Lilla Edets kn, Sankt Peders Kyrka 1:1) | Kyrka med begravningsplats (1 byggnad)   |        |          |       | 58.03127, 12.15629 |                | Ladda upp en till bild av denna byggnad |
| Tunge kyrka (Lilla Edets kn, Tunge 5:1)                     | Kyrka med begravningsplats (1 byggnad)   |        |          |       | 58.07369, 12.16487 |                | Ladda upp en till bild av denna byggnad |
| Västerlanda kyrka (Lilla Edets kn, Kyrkeby 9:1)             | Kyrka med begravningsplats (1 byggnad)   |        |          |       | 58.09057, 12.12008 |                | Ladda upp en till bild av denna byggnad |
| Åsbräcka kyrka (Lilla Edets kn, Åsbräcka 1:1)               | Kyrka med begravningsplats (2 byggnader) |        |          |       | 58.19470, 12.16330 |                | Ladda upp en till bild av denna byggnad |

## Lysekils kommun
| Namn                                   | Ursprunglig funktion                           | Byggår | Arkitekt | Plats | Läge               | Anläggnings-ID | Bild                                    |
| -------------------------------------- | ---------------------------------------------- | ------ | -------- | ----- | ------------------ | -------------- | --------------------------------------- |
| Brastads kyrka (Brastad 1:13)          | Kyrka med begravningsplats (1 byggnad)         |        |          |       | 58.39559, 11.50061 |                | Ladda upp en till bild av denna byggnad |
| Bro kyrka (Bro Prästgård 1:2)          | Kyrka (1 byggnad)                              |        |          |       | 58.42519, 11.48145 |                | Ladda upp en till bild av denna byggnad |
| Dalskogens gravkapell (Dalskogen 1:6)  | Kapell,Kapell med begravningsplats (1 byggnad) |        |          |       | 58.28579, 11.46512 |                | Ladda upp en till bild av denna byggnad |
| Fiskebäckskils kyrka (Kyrkojorden 1:1) | Kyrka med begravningsplats (1 byggnad)         |        |          |       | 58.24470, 11.45959 |                | Ladda upp en till bild av denna byggnad |
| Grundsunds kyrka (Lönndal 1:246)       | Kyrka med begravningsplats (1 byggnad)         |        |          |       | 58.21226, 11.41848 |                | Ladda upp en till bild av denna byggnad |
| Lyse kyrka (Kyrkeby 5:1)               | Kyrka med begravningsplats (1 byggnad)         |        |          |       | 58.32097, 11.46304 |                | Ladda upp en till bild av denna byggnad |
| Lysekils kyrka (Kyrkvik 1:54)          | Kyrka (1 byggnad)                              |        |          |       | 58.27165, 11.43398 |                | Ladda upp en till bild av denna byggnad |
| Röds kapell (Röd 1:11)                 | Kapell,Kapell med begravningsplats (1 byggnad) |        |          |       | 58.23232, 11.45203 |                | Ladda upp en bild av denna byggnad      |

## Mariestads kommun
| Namn                                              | Ursprunglig funktion                               | Byggår                | Arkitekt | Plats | Läge               | Anläggnings-ID | Bild                                    |
| ------------------------------------------------- | -------------------------------------------------- | --------------------- | -------- | ----- | ------------------ | -------------- | --------------------------------------- |
| Berga kyrka (Berga 9:1)                           | Kyrka med begravningsplats (1 byggnad)             | 1100 eller 1200-talet |          |       | 58.73801, 13.91162 |                | Ladda upp en till bild av denna byggnad |
| Björsäters kyrka (Björsäter 50:1)                 | Kyrka med begravningsplats (1 byggnad)             |                       |          |       | 58.65510, 13.69917 |                | Ladda upp en till bild av denna byggnad |
| Bredsäters kyrka (Bredsäter 9:1)                  | Kyrka med begravningsplats (2 byggnader)           |                       |          |       | 58.63736, 13.65731 |                | Ladda upp en till bild av denna byggnad |
| Ekby kyrka (Ekby 16:1)                            | Kyrka med begravningsplats (1 byggnad)             |                       |          |       | 58.61312, 13.86693 |                | Ladda upp en till bild av denna byggnad |
| Eks kyrka (Ek 5:1)                                | Kyrka med begravningsplats (1 byggnad)             |                       |          |       | 58.61494, 13.81588 |                | Ladda upp en till bild av denna byggnad |
| Enåsa kyrka (Enåsa Kyrka 1:1)                     | Kyrka med begravningsplats (1 byggnad)             |                       |          |       | 58.79390, 13.96654 |                | Ladda upp en till bild av denna byggnad |
| Färeds kyrka (Färed 10:1)                         | Kyrka med begravningsplats (1 byggnad)             | Medeltiden            |          |       | 58.73819, 14.01554 |                | Ladda upp en till bild av denna byggnad |
| Fågelö kapell (Fågelö 4:9)                        | Kyrka med begravningsplats (1 byggnad)             |                       |          |       | 58.81538, 13.77827 |                | Ladda upp en bild av denna byggnad      |
| Hassle kyrka (Hassle 6:1)                         | Kyrka med begravningsplats (2 byggnader)           |                       |          |       | 58.75434, 13.94374 |                | Ladda upp en till bild av denna byggnad |
| Leksbergs kyrka (Leksberg 20:1)                   | Kyrka med begravningsplats (2 byggnader)           | 1200-talet            |          |       | 58.68380, 13.81293 |                | Ladda upp en till bild av denna byggnad |
| Lugnås kyrka (Lugnås 24:1)                        | Kyrka med begravningsplats (2 byggnader)           | 1100-talet            |          |       | 58.61379, 13.72034 |                | Ladda upp en till bild av denna byggnad |
| Lyrestads kyrka (Prästbordet 4:1)                 | Kyrka med begravningsplats (2 byggnader)           |                       |          |       | 58.80101, 14.05657 |                | Ladda upp en till bild av denna byggnad |
| Låstads kyrka (Låstad 19:1)                       | Kyrka med begravningsplats (1 byggnad)             | 1100-talet            |          |       | 58.54863, 13.79568 |                | Ladda upp en till bild av denna byggnad |
| Marieholmskyrkan (Myran 2)                        | Kyrka sammanbyggd med församlingshem (3 byggnader) |                       |          |       | 58.70450, 13.80426 |                | Ladda upp en bild av denna byggnad      |
| Mariestads domkyrka (Gamla Staden 6:2)            | Kyrka med begravningsplats (2 byggnader)           |                       |          |       | 58.71251, 13.82249 |                | Ladda upp en till bild av denna byggnad |
| Odenåkers kyrka (Odensåker 14:1)                  | Kyrka med begravningsplats (1 byggnad)             |                       |          |       | 58.55385, 13.88390 |                | Ladda upp en till bild av denna byggnad |
| Sjötorps kyrka (Sjötorp 2:223)                    | Kyrka med kyrkotomt (2 byggnader)                  |                       |          |       | 58.83294, 13.98460 |                | Ladda upp en till bild av denna byggnad |
| Skogskapellet (Lillängen 4:1)                     | Gravkapell med begravningsplats (2 byggnader)      |                       |          |       | koordinater saknas |                | Ladda upp en till bild av denna byggnad |
| Södra begravningsplatsens kapell (Grangärdet 1:3) | Gravkapell med begravningsplats (2 byggnader)      |                       |          |       | 58.70228, 13.83635 |                | Ladda upp en bild av denna byggnad      |
| Tidavads kyrka (Tidavad 24:1)                     | Kyrka med begravningsplats (2 byggnader)           | Medeltiden            |          |       | 58.58329, 13.85411 |                | Ladda upp en till bild av denna byggnad |
| Torsö kyrka (Torsö Prästbol 5:4)                  | Kyrka med begravningsplats (1 byggnad)             |                       |          |       | 58.77509, 13.80445 |                | Ladda upp en till bild av denna byggnad |
| Ullervads kyrka (Ullervad 14:2)                   | Kyrka med begravningsplats (1 byggnad)             |                       |          |       | 58.66611, 13.86461 |                | Ladda upp en till bild av denna byggnad |
| Utby kyrka (Utby 20:1)                            | Kyrka med begravningsplats (1 byggnad)             |                       |          |       | 58.64367, 13.89373 |                | Ladda upp en till bild av denna byggnad |

## Marks kommun
| Namn                                               | Ursprunglig funktion                           | Byggår | Arkitekt | Plats | Läge               | Anläggnings-ID | Bild                                    |
| -------------------------------------------------- | ---------------------------------------------- | ------ | -------- | ----- | ------------------ | -------------- | --------------------------------------- |
| Berghems kyrka (Berghem 18:1)                      | Kyrka med begravningsplats (1 byggnad)         |        |          |       | 57.46410, 12.58696 |                | Ladda upp en till bild av denna byggnad |
| Fotskäls kyrka (Fotskäl 7:1)                       | Kyrka med begravningsplats (1 byggnad)         |        |          |       | 57.47180, 12.50122 |                | Ladda upp en till bild av denna byggnad |
| Fritsla kyrka (Fritsla 3:59)                       | Kyrka med begravningsplats (1 byggnad)         |        |          |       | 57.55740, 12.79268 |                | Ladda upp en till bild av denna byggnad |
| Hajoms kyrka (Hajom 10:1)                          | Kyrka med begravningsplats (1 byggnad)         |        |          |       | 57.50397, 12.55084 |                | Ladda upp en till bild av denna byggnad |
| Horreds kyrka (Horred 14:1)                        | Kyrka med begravningsplats (1 byggnad)         |        |          |       | 57.35359, 12.46518 |                | Ladda upp en till bild av denna byggnad |
| Hyssna kyrka (Hyssna 1:4)                          | Kyrka med begravningsplats (1 byggnad)         |        |          |       | 57.55867, 12.54411 |                | Ladda upp en till bild av denna byggnad |
| Istorps kyrka (Istorp 5:1)                         | Kyrka med begravningsplats (1 byggnad)         |        |          |       | 57.33758, 12.49928 |                | Ladda upp en till bild av denna byggnad |
| Kattunga kapell (Kattunga 8:11)                    | Kapell,Kapell med begravningsplats (1 byggnad) |        |          |       | 57.41000, 12.53690 |                | Ladda upp en till bild av denna byggnad |
| Kinna kyrka (Kyrkängen 8)                          | Kyrka med begravningsplats (1 byggnad)         |        |          |       | 57.50831, 12.69611 |                | Ladda upp en till bild av denna byggnad |
| Skene kyrka (Skene 12:1)                           | Kyrka med begravningsplats (1 byggnad)         |        |          |       | 57.48999, 12.64471 |                | Ladda upp en till bild av denna byggnad |
| Skephults kyrka (Skephult 3:1)                     | Kyrka med kyrkotomt (1 byggnad)                |        |          |       | 57.53632, 12.88134 |                | Ladda upp en till bild av denna byggnad |
| Surteby kyrka (Surteby 12:1)                       | Kyrka med begravningsplats (1 byggnad)         |        |          |       | 57.44158, 12.51687 |                | Ladda upp en till bild av denna byggnad |
| Svenasjö kapell (Svenasjö kyrka) (Haratången 1:25) | Kyrka med kyrkotomt,Kapell (1 byggnad)         |        |          |       | 57.47943, 12.78767 |                | Ladda upp en till bild av denna byggnad |
| Sätila kyrka (Sätila 29:1)                         | Kyrka med begravningsplats (1 byggnad)         |        |          |       | 57.53931, 12.43610 |                | Ladda upp en till bild av denna byggnad |
| Torestorps kyrka (Torestorps prästgård 2:1)        | Kyrka med begravningsplats (1 byggnad)         |        |          |       | 57.38278, 12.67244 |                | Ladda upp en till bild av denna byggnad |
| Tostareds kyrka (Tostared 4:1)                     | Kyrka med begravningsplats (1 byggnad)         |        |          |       | 57.46620, 12.37113 |                | Ladda upp en till bild av denna byggnad |
| Ubbhults kapell (Ryda 1:9)                         | Kyrka med kyrkotomt,Kapell (1 byggnad)         |        |          |       | 57.59221, 12.38020 |                | Ladda upp en till bild av denna byggnad |
| Älekulla kyrka (Älekulla 3:1)                      | Kyrka med begravningsplats (1 byggnad)         |        |          |       | 57.34476, 12.72599 |                | Ladda upp en till bild av denna byggnad |
| Örby kyrka (Örby 1:24)                             | Kyrka med begravningsplats (1 byggnad)         |        |          |       | 57.48137, 12.69521 |                | Ladda upp en till bild av denna byggnad |
| Öxabäcks kyrka (Öxabäcks Stom 1:40)                | Kyrka med begravningsplats (1 byggnad)         |        |          |       | 57.39524, 12.81085 |                | Ladda upp en till bild av denna byggnad |
| Öxnevalla kyrka (Öxnevalla kyrka 1:1)              | Kyrka med begravningsplats (1 byggnad)         |        |          |       | 57.37117, 12.55130 |                | Ladda upp en till bild av denna byggnad |

## Melleruds kommun
| Namn                                    | Ursprunglig funktion                               | Byggår     | Arkitekt | Plats | Läge               | Anläggnings-ID | Bild                                    |
| --------------------------------------- | -------------------------------------------------- | ---------- | -------- | ----- | ------------------ | -------------- | --------------------------------------- |
| Bolstads kyrka (Bolstads Prästgård 2:1) | Kyrka med begravningsplats (3 byggnader)           | 1100-talet |          |       | 58.57604, 12.48374 |                | Ladda upp en till bild av denna byggnad |
| Dalskogs kyrka (Dalskogs Prästbol 3:1)  | Kyrka med begravningsplats (4 byggnader)           |            |          |       | 58.74588, 12.28863 |                | Ladda upp en till bild av denna byggnad |
| Erikstads kyrka (Göbyn 1:14)            | Kyrka med begravningsplats (3 byggnader)           |            |          |       | 58.60971, 12.40104 |                | Ladda upp en till bild av denna byggnad |
| Grinstads kyrka (Karihagen 1:6)         | Kyrka med begravningsplats (5 byggnader)           |            |          |       | 58.62355, 12.51092 |                | Ladda upp en till bild av denna byggnad |
| Gunnarsnäs kyrka (Gunnarsnäs Kyrka 1:1) | Kyrka med begravningsplats (3 byggnader)           | 1200-talet |          |       | 58.72545, 12.38358 |                | Ladda upp en till bild av denna byggnad |
| Holms kyrka (Holms-Berg 1:15)           | Kyrka med begravningsplats (4 byggnader)           | 1200-talet |          |       | 58.71280, 12.46988 |                | Ladda upp en till bild av denna byggnad |
| Järns kyrka (Järns Stom 3:1)            | Kyrka med begravningsplats (3 byggnader)           | 1200-talet |          |       | 58.66799, 12.49796 |                | Ladda upp en till bild av denna byggnad |
| Klöveskogs kyrka (Jakobsbyn 1:22)       | Kyrka med begravningsplats (2 byggnader)           |            |          |       | 58.64454, 12.61593 |                | Ladda upp en till bild av denna byggnad |
| Melleruds kapell (Börsen 8)             | Kyrka sammanbyggd med församlingshem (2 byggnader) |            |          |       | 58.69900, 12.45369 |                | Ladda upp en bild av denna byggnad      |
| Skålleruds kyrka (Skållerud 1:21)       | Kyrka med begravningsplats (3 byggnader)           |            |          |       | 58.78073, 12.42664 |                | Ladda upp en till bild av denna byggnad |
| Örs kyrka (Örs Prästgård 2:1)           | Kyrka med begravningsplats (4 byggnader)           | 1200-talet |          |       | 58.66481, 12.34111 |                | Ladda upp en till bild av denna byggnad |

## Munkedals kommun
| Namn                                     | Ursprunglig funktion                        | Byggår | Arkitekt | Plats | Läge               | Anläggnings-ID | Bild                                    |
| ---------------------------------------- | ------------------------------------------- | ------ | -------- | ----- | ------------------ | -------------- | --------------------------------------- |
| Bärfendals kyrka (Bärfendals Kyrka 1:1)  | Kyrka med begravningsplats (2 byggnader)    |        |          |       | 58.50351, 11.48962 |                | Ladda upp en till bild av denna byggnad |
| Foss gravkapell (Foss 18:2)              | Gravkapell med begravningsplats (1 byggnad) |        |          |       | 58.46781, 11.66248 |                | Ladda upp en till bild av denna byggnad |
| Foss kyrka (Foss 18:1)                   | Kyrka med begravningsplats (3 byggnader)    |        |          |       | 58.46737, 11.66116 |                | Ladda upp en till bild av denna byggnad |
| Hede kyrka (Hede Kyrka 1:1)              | Kyrka med begravningsplats (1 byggnad)      |        |          |       | 58.60524, 11.75668 |                | Ladda upp en till bild av denna byggnad |
| Håby kyrka (Håby 7:1)                    | Kyrka med begravningsplats (1 byggnad)      |        |          |       | 58.49206, 11.61807 |                | Ladda upp en till bild av denna byggnad |
| Krokstads kyrka (Krokstad 1:2)           | Kyrka med begravningsplats (1 byggnad)      |        |          |       | 58.66108, 11.77380 |                | Ladda upp en till bild av denna byggnad |
| Munkedals kapell (Möe 1:66)              | Kapell (1 byggnad)                          |        |          |       | 58.48617, 11.69241 |                | Ladda upp en till bild av denna byggnad |
| Sanne kyrka (Prästbol 1:2)               | Kyrka med begravningsplats (1 byggnad)      |        |          |       | 58.67362, 11.87736 |                | Ladda upp en till bild av denna byggnad |
| Svarteborgs kyrka (Svarteborg 2:1)       | Kyrka med begravningsplats (1 byggnad)      |        |          |       | 58.55786, 11.56395 |                | Ladda upp en till bild av denna byggnad |
| Valbo-Ryrs kyrka (Valbo-Ryrs Backa 1:33) | Kyrka med begravningsplats (1 byggnad)      |        |          |       | 58.49290, 11.81522 |                | Ladda upp en till bild av denna byggnad |

## Mölndals kommun
| Namn                                | Ursprunglig funktion                                                 | Byggår | Arkitekt | Plats | Läge               | Anläggnings-ID | Bild                                    |
| ----------------------------------- | -------------------------------------------------------------------- | ------ | -------- | ----- | ------------------ | -------------- | --------------------------------------- |
| Apelgårdens kyrka (Apelgården 1:16) | Kyrka med kyrkotomt,Kyrka sammanbyggd med församlingshem (1 byggnad) |        |          |       | 57.60607, 12.03405 |                | Ladda upp en till bild av denna byggnad |
| Fässbergs kyrka (Kyrkan 4)          | Kyrka med kyrkotomt (1 byggnad)                                      |        |          |       | 57.65620, 12.00984 |                | Ladda upp en till bild av denna byggnad |
| Fågelbergskyrkan (Tallsvärmaren 7)  | Kyrka sammanbyggd med församlingshem (1 byggnad)                     |        |          |       | 57.64412, 12.03445 |                | Ladda upp en till bild av denna byggnad |
| Kikås kyrkogård (Kikås 1:14)        | Begravningsplats (2 byggnader)                                       |        |          |       | 57.64963, 12.04876 |                | Ladda upp en till bild av denna byggnad |
| Krokslättskyrkan (Marsvinet 1)      | Kyrka med kyrkotomt (1 byggnad)                                      |        |          |       | 57.67314, 12.00437 |                | Ladda upp en till bild av denna byggnad |
| Kållereds kyrka (Kållered 4:1)      | Kyrka med begravningsplats (8 byggnader)                             |        |          |       | 57.60616, 12.05550 |                | Ladda upp en till bild av denna byggnad |
| Lindome kyrka (Lindome 11:1)        | Kyrka med begravningsplats (2 byggnader)                             |        |          |       | 57.57748, 12.10930 |                | Ladda upp en till bild av denna byggnad |
| Stensjökyrkan (Järneken 1)          | Kyrka sammanbyggd med församlingshem (1 byggnad)                     |        |          |       | 57.66273, 12.03411 |                | Ladda upp en till bild av denna byggnad |
| Toltorps kyrkan (Fikonet 8)         | Kyrka med kyrkotomt (1 byggnad)                                      |        |          |       | 57.67309, 11.98010 |                | Ladda upp en till bild av denna byggnad |

## Orusts kommun
| Namn                                  | Ursprunglig funktion                   | Byggår | Arkitekt | Plats | Läge               | Anläggnings-ID | Bild                                    |
| ------------------------------------- | -------------------------------------- | ------ | -------- | ----- | ------------------ | -------------- | --------------------------------------- |
| Flatöns kapell (Flatö 3:23)           | Kapell (1 byggnad)                     |        |          |       | 58.22424, 11.51576 |                | Ladda upp en till bild av denna byggnad |
| Gullholmens kyrka (Härmanö 2:197)     | Kyrka med begravningsplats (1 byggnad) |        |          |       | 58.17906, 11.40301 |                | Ladda upp en till bild av denna byggnad |
| Hällevikstrands kyrka (Hällevik 29:1) | Kyrka (1 byggnad)                      |        |          |       | 58.12993, 11.44737 |                | Ladda upp en till bild av denna byggnad |
| Käringöns kyrka (Käringön 1:1)        | Kyrka med begravningsplats (1 byggnad) |        |          |       | 58.11084, 11.36374 |                | Ladda upp en till bild av denna byggnad |
| Långelanda kyrka (Prästtorp 3:1)      | Kyrka med begravningsplats (1 byggnad) |        |          |       | 58.15184, 11.78954 |                | Ladda upp en till bild av denna byggnad |
| Mollösunds kyrka (Mollösund 5:224)    | Kyrka (1 byggnad)                      |        |          |       | 58.07358, 11.47475 |                | Ladda upp en till bild av denna byggnad |
| Morlanda kyrka (Morlanda 3:2)         | Kyrka med begravningsplats (1 byggnad) |        |          |       | 58.19368, 11.50773 |                | Ladda upp en till bild av denna byggnad |
| Myckleby kyrka (Ottestala 2:10)       | Kyrka med begravningsplats (1 byggnad) |        |          |       | 58.20869, 11.76871 |                | Ladda upp en till bild av denna byggnad |
| Röra kyrka (Prästbacka 3:1)           | Kyrka med begravningsplats (1 byggnad) |        |          |       | 58.19062, 11.62075 |                | Ladda upp en till bild av denna byggnad |
| Stala kyrka (Stala 1:1)               | Kyrka med begravningsplats (1 byggnad) |        |          |       | 58.13883, 11.65962 |                | Ladda upp en till bild av denna byggnad |
| Tegneby kyrka (Gilleby 4:1)           | Kyrka med begravningsplats (1 byggnad) |        |          |       | 58.15129, 11.59327 |                | Ladda upp en till bild av denna byggnad |
| Torps kyrka (Kyrkebyn 2:2)            | Kyrka med begravningsplats (1 byggnad) |        |          |       | 58.24856, 11.72195 |                | Ladda upp en till bild av denna byggnad |

## Partille kommun
| Namn                                                 | Ursprunglig funktion                             | Byggår | Arkitekt | Plats | Läge               | Anläggnings-ID | Bild                                    |
| ---------------------------------------------------- | ------------------------------------------------ | ------ | -------- | ----- | ------------------ | -------------- | --------------------------------------- |
| Ansgarskyrkan (Ugglum 4:380)                         | Kyrka sammanbyggd med församlingshem (1 byggnad) |        |          |       | 57.71520, 12.07650 |                | Ladda upp en bild av denna byggnad      |
| Jonsereds kyrka (Manered 3:1)                        | Kyrka (1 byggnad)                                |        |          |       | 57.74376, 12.17537 |                | Ladda upp en till bild av denna byggnad |
| Kvastekulla kapell och griftegård (Kvastekulla 11:1) | Kapell,Kapell med begravningsplats (1 byggnad)   |        |          |       | 57.73461, 12.14179 |                | Ladda upp en till bild av denna byggnad |
| Partille kyrka (Partille 11:28)                      | Kyrka med begravningsplats (2 byggnader)         |        |          |       | 57.73968, 12.10452 |                | Ladda upp en till bild av denna byggnad |
| Sävedalens kyrka (Ugglum 194:14)                     | Kyrka sammanbyggd med församlingshem (1 byggnad) |        |          |       | 57.72833, 12.07157 |                | Ladda upp en till bild av denna byggnad |

## Skara kommun
| Namn                         | Ursprunglig funktion | Byggår              | Arkitekt | Plats | Läge               | Anläggnings-ID            | Bild                                    |
| ---------------------------- | -------------------- | ------------------- | -------- | ----- | ------------------ | ------------------------- | --------------------------------------- |
| Händene kyrka                |                      | 1100-talet          |          |       | koordinater saknas | Sök i Bebyggelseregistret | Ladda upp en bild av denna byggnad      |
| Istrums kapell (Istrum 3:14) | Kapell (1 byggnad)   |                     |          |       | 58.44329, 13.61638 |                           | Ladda upp en till bild av denna byggnad |
| Marums kyrka                 |                      | Tidigt 1100-tal     |          |       | koordinater saknas | Sök i Bebyggelseregistret | Ladda upp en bild av denna byggnad      |
| Norra Lundby kyrka           |                      | 1100-talet          |          |       | koordinater saknas | Sök i Bebyggelseregistret | Ladda upp en bild av denna byggnad      |
| Norra Vings kyrka            |                      | 1180-talet          |          |       | koordinater saknas | Sök i Bebyggelseregistret | Ladda upp en bild av denna byggnad      |
| Skara domkyrka               |                      | 1000-talet          |          |       | koordinater saknas | Sök i Bebyggelseregistret | Ladda upp en bild av denna byggnad      |
| Varnhems klosterkyrka        |                      | 1150-talet          |          |       | koordinater saknas | Sök i Bebyggelseregistret | Ladda upp en bild av denna byggnad      |
| Västra Gerums kyrka          |                      | 1100 eller 1200-tal |          |       | koordinater saknas | Sök i Bebyggelseregistret | Ladda upp en bild av denna byggnad      |
| Öglunda kyrka                |                      | 1100-talet          |          |       | koordinater saknas |                           | Ladda upp en till bild av denna byggnad |

## Skövde kommun
| Namn                                                      | Ursprunglig funktion                                      | Byggår                 | Arkitekt | Plats | Läge               | Anläggnings-ID | Bild                                    |
| --------------------------------------------------------- | --------------------------------------------------------- | ---------------------- | -------- | ----- | ------------------ | -------------- | --------------------------------------- |
| Bergs kyrka (Bergs-Kyrketorp 10:1)                        | Kyrka med begravningsplats (3 byggnader)                  | 1200-talet             |          |       | 58.49991, 13.77335 |                | Ladda upp en till bild av denna byggnad |
| Binnebergs kyrka (Binneberg 11:1)                         | Kyrka med begravningsplats (1 byggnad)                    | 1100 eller 1200-talet  |          |       | 58.52084, 13.86522 |                | Ladda upp en till bild av denna byggnad |
| Brännemo kyrka (Lunne 23:1)                               | Kyrka med begravningsplats (1 byggnad)                    |                        |          |       | 58.50254, 14.05824 |                | Ladda upp en till bild av denna byggnad |
| Böja kyrka (Böja 18:1)                                    | Kyrka med begravningsplats (1 byggnad)                    | 1200-talet             |          |       | 58.55422, 13.77591 |                | Ladda upp en till bild av denna byggnad |
| Däldernas kapell (Kapellet 1)                             | Kapell,Kyrka sammanbyggd med församlingshem (3 byggnader) |                        |          |       | 58.40943, 13.83460 |                | Ladda upp en till bild av denna byggnad |
| Edåsa kyrka (Edåsa 4:1)                                   | Kyrka med begravningsplats (2 byggnader)                  | 1100 eller 1200-talet  |          |       | 58.28344, 13.94044 |                | Ladda upp en till bild av denna byggnad |
| Flistads kyrka (Flistad 19:1)                             | Kyrka med begravningsplats (2 byggnader)                  | 1100-talet             |          |       | 58.55781, 13.95899 |                | Ladda upp en till bild av denna byggnad |
| Forsby kyrka (Forsby 11:1)                                | Kyrka med begravningsplats (3 byggnader)                  | 1135                   |          |       | 58.38989, 13.93716 |                | Ladda upp en till bild av denna byggnad |
| Frösve kyrka (Frösve 27:1)                                | Kyrka med begravningsplats (1 byggnad)                    |                        |          |       | 58.50191, 13.87771 |                | Ladda upp en till bild av denna byggnad |
| Götlunda kyrka (Götlunda 17:1)                            | Kyrka med begravningsplats (1 byggnad)                    | 1100 eller 1200--talet |          |       | 58.55124, 14.00162 |                | Ladda upp en till bild av denna byggnad |
| Hagelbergs kyrka (Hagelberg 4:1)                          | Kyrka med begravningsplats (2 byggnader)                  | Tidig medeltid         |          |       | 58.34142, 13.90323 |                | Ladda upp en till bild av denna byggnad |
| Horns kyrka (Horn 44:1)                                   | Kyrka med begravningsplats (1 byggnad)                    | 1100-talet             |          |       | 58.52111, 13.89426 |                | Ladda upp en till bild av denna byggnad |
| Häggums kyrka (Häggum 39:1)                               | Kyrka med begravningsplats (1 byggnad)                    |                        |          |       | 58.32104, 13.72322 |                | Ladda upp en till bild av denna byggnad |
| Locketorps kyrka (Locketorp 14:1)                         | Kyrka med begravningsplats (1 byggnad)                    |                        |          |       | 58.48474, 13.97245 |                | Ladda upp en till bild av denna byggnad |
| Norra Kyrketorps gamla kyrka (Kyrketorps gamla kyrka 1:1) | Kyrka med begravningsplats (3 byggnader)                  | Tidig medeltid         |          |       | 58.35553, 13.84507 |                | Ladda upp en till bild av denna byggnad |
| Norra Kyrketorps kyrka (Skultorp 1:33)                    | Kyrka med begravningsplats (2 byggnader)                  |                        |          |       | 58.34467, 13.83043 |                | Ladda upp en till bild av denna byggnad |
| Sankt Johannes kyrka (Vallsängen 8)                       | Kyrka sammanbyggd med församlingshem (2 byggnader)        |                        |          |       | 58.37071, 13.82859 |                | Ladda upp en till bild av denna byggnad |
| Sankt Markus kyrka (Växthuset 20)                         | Kyrka sammanbyggd med församlingshem (3 byggnader)        |                        |          |       | 58.40829, 13.86637 |                | Ladda upp en bild av denna byggnad      |
| Sankt Matteus kyrka (Aposteln 1)                          | Kyrka sammanbyggd med församlingshem (3 byggnader)        |                        |          |       | 58.42712, 13.87014 |                | Ladda upp en till bild av denna byggnad |
| Sankta Birgittas kapellkrematorium (Skövde 4:303)         | Gravkapell med begravningsplats,Krematorium (4 byggnader) |                        |          |       | 58.39701, 13.83550 |                | Ladda upp en till bild av denna byggnad |
| Sankta Helena kyrka (Skövde 4:321)                        | Kyrka (1 byggnad)                                         |                        |          |       | 58.38921, 13.84719 |                | Ladda upp en till bild av denna byggnad |
| Sjogerstads kyrka (Sjogerstad 13:14)                      | Kyrka med begravningsplats (1 byggnad)                    |                        |          |       | 58.31792, 13.80313 |                | Ladda upp en till bild av denna byggnad |
| Sventorps kyrka (Sventorp 6:1)                            | Kyrka med begravningsplats (1 byggnad)                    | Medeltiden             |          |       | 58.40339, 13.98175 |                | Ladda upp en till bild av denna byggnad |
| Säters kyrka (Borgen 1:4)                                 | Kyrka med begravningsplats (1 byggnad)                    | 1100-talet             |          |       | 58.46808, 13.83811 |                | Ladda upp en till bild av denna byggnad |
| Timmersdala kyrka (Timmersdala 25:1)                      | Kyrka med begravningsplats (1 byggnad)                    |                        |          |       | 58.52641, 13.76462 |                | Ladda upp en till bild av denna byggnad |
| Vads kyrka (Vad 17:1)                                     | Kyrka med begravningsplats (3 byggnader)                  | 1100 eller 1200-talet  |          |       | 58.57933, 14.00546 |                | Ladda upp en till bild av denna byggnad |
| Varola kyrka (Varola 9:1)                                 | Kyrka med begravningsplats (2 byggnader)                  |                        |          |       | 58.33509, 13.98434 |                | Ladda upp en till bild av denna byggnad |
| Vretens kyrka (Kyrkojorden 1:1)                           | Kyrka med begravningsplats (1 byggnad)                    |                        |          |       | 58.27573, 13.92600 |                | Ladda upp en till bild av denna byggnad |
| Värings kyrka (Stora Väring 43:1)                         | Kyrka med begravningsplats (1 byggnad)                    |                        |          |       | 58.51059, 13.96739 |                | Ladda upp en till bild av denna byggnad |
| Värsås kyrka (Värsås 17:1)                                | Kyrka med begravningsplats (2 byggnader)                  |                        |          |       | 58.35111, 14.05091 |                | Ladda upp en till bild av denna byggnad |
| Våmbs kyrka (Våmb 30:97)                                  | Kyrka med begravningsplats (2 byggnader)                  | 1100-talet             |          |       | 58.38234, 13.81437 |                | Ladda upp en till bild av denna byggnad |
| Lerdala kyrka (LERDALA 43:1)                              | Kyrka med begravningsplats (3 byggnader)                  | 1200-talet             |          |       | 58.47788, 13.71680 |                | Ladda upp en till bild av denna byggnad |
| Sankt Sigfrids kapell (Skövde 4:303)                      | Gravkapell med begravningsplats (1 byggnad)               |                        |          |       | 58.39670, 13.83926 |                | Ladda upp en bild av denna byggnad      |

## Sotenäs kommun
| Namn                                 | Ursprunglig funktion                   | Byggår | Arkitekt | Plats | Läge               | Anläggnings-ID | Bild                                    |
| ------------------------------------ | -------------------------------------- | ------ | -------- | ----- | ------------------ | -------------- | --------------------------------------- |
| Askums kyrka (Askum 2:12)            | Kyrka med begravningsplats (1 byggnad) |        |          |       | 58.41585, 11.33764 |                | Ladda upp en till bild av denna byggnad |
| Bovallstrands kyrka (Finntorp 1:152) | Kyrka (1 byggnad)                      |        |          |       | 58.47471, 11.32574 |                | Ladda upp en till bild av denna byggnad |
| Hovenäsets kapell (Hovenäs 1:193)    | Kyrka med kyrkotomt (1 byggnad)        |        |          |       | 58.37164, 11.29642 |                | Ladda upp en till bild av denna byggnad |
| Hunnebostrands kyrka (Ellene 1:188)  | Kyrka (1 byggnad)                      |        |          |       | 58.44207, 11.29899 |                | Ladda upp en till bild av denna byggnad |
| Kungshamns kyrka (Gravarne 1:374)    | Kyrka (1 byggnad)                      |        |          |       | 58.35911, 11.25305 |                | Ladda upp en till bild av denna byggnad |
| Malmöns kyrka (Malmön 1:5)           | Kyrka (1 byggnad)                      |        |          |       | 58.34814, 11.33643 |                | Ladda upp en till bild av denna byggnad |
| Smögens kyrka (Smögenön 50:1)        | Kyrka med begravningsplats (1 byggnad) |        |          |       | 58.35602, 11.22531 |                | Ladda upp en till bild av denna byggnad |
| Tossene kyrka (Tossene 1:39)         | Kyrka med begravningsplats (1 byggnad) |        |          |       | 58.44563, 11.37530 |                | Ladda upp en till bild av denna byggnad |

## Stenungsunds kommun
| Namn                                      | Ursprunglig funktion                   | Byggår | Arkitekt | Plats | Läge               | Anläggnings-ID | Bild                                    |
| ----------------------------------------- | -------------------------------------- | ------ | -------- | ----- | ------------------ | -------------- | --------------------------------------- |
| Jörlanda kyrka (Jörlanda kyrka 1:1)       | Kyrka med begravningsplats (1 byggnad) |        |          |       | 57.98214, 11.82744 |                | Ladda upp en till bild av denna byggnad |
| Kristinedalskyrkan (Söbacken 3:6)         | Kyrka med kyrkotomt (1 byggnad)        |        |          |       | 58.06491, 11.83317 |                | Ladda upp en till bild av denna byggnad |
| Norums kyrka (Kyrkenorum 7:1)             | Kyrka med begravningsplats (1 byggnad) |        |          |       | 58.05331, 11.85294 |                | Ladda upp en till bild av denna byggnad |
| Spekeröds kyrka (Spekeröds Prästgård 3:1) | Kyrka med begravningsplats (1 byggnad) |        |          |       | 58.03203, 11.86765 |                | Ladda upp en till bild av denna byggnad |
| Stenungsunds kapell (Stenung 3:72)        | Kapell (1 byggnad)                     |        |          |       | 58.07181, 11.81955 |                | Ladda upp en till bild av denna byggnad |
| Ucklums kyrka (Ucklums Kyrka 1:1)         | Kyrka med begravningsplats (1 byggnad) |        |          |       | 58.08458, 11.95486 |                | Ladda upp en till bild av denna byggnad |
| Ödsmåls kyrka (Jordhammar 3:3)            | Kyrka med begravningsplats (1 byggnad) |        |          |       | 58.10457, 11.84663 |                | Ladda upp en till bild av denna byggnad |

## Strömstads kommun
| Namn                                     | Ursprunglig funktion                                     | Byggår | Arkitekt | Plats | Läge               | Anläggnings-ID | Bild                                    |
| ---------------------------------------- | -------------------------------------------------------- | ------ | -------- | ----- | ------------------ | -------------- | --------------------------------------- |
| Hogdals kyrka (Hogdal 4:1)               | Kyrka med begravningsplats (1 byggnad)                   |        |          |       | 59.02609, 11.23023 |                | Ladda upp en till bild av denna byggnad |
| Kosters kyrka (Kile 2:56)                | Kyrka med begravningsplats (1 byggnad)                   |        |          |       | 58.88552, 11.02370 |                | Ladda upp en till bild av denna byggnad |
| Krokstrands kyrka (Kroken 13:1)          | Kyrka med begravningsplats (1 byggnad)                   |        |          |       | 58.99245, 11.43964 |                | Ladda upp en till bild av denna byggnad |
| Lommelands kulle (Lommeland 3:1)         | Kyrka med begravningsplats (inga registrerade byggnader) |        |          |       | koordinater saknas |                | Ladda upp en bild av denna byggnad      |
| Lommelands kyrka (Lommelands-Tånge 1:28) | Kyrka med begravningsplats (1 byggnad)                   |        |          |       | 59.06996, 11.32360 |                | Ladda upp en till bild av denna byggnad |
| Näsinge kyrka (Näsinge Prästgård 1:7)    | Kyrka med begravningsplats (1 byggnad)                   |        |          |       | 59.01134, 11.33264 |                | Ladda upp en till bild av denna byggnad |
| Skee kyrka (Skee 1:2)                    | Kyrka med begravningsplats (2 byggnader)                 |        |          |       | 58.93734, 11.28001 |                | Ladda upp en till bild av denna byggnad |
| Strömstads kyrka (Lärkan 4)              | Kyrka med begravningsplats (1 byggnad)                   |        |          |       | 58.93817, 11.17600 |                | Ladda upp en till bild av denna byggnad |
| Tjärnö kyrka (Tjärnö Kyrka 3:1)          | Kyrka med begravningsplats (1 byggnad)                   |        |          |       | 58.87452, 11.15377 |                | Ladda upp en till bild av denna byggnad |

## Svenljunga kommun
| Namn                                     | Ursprunglig funktion                                                 | Byggår     | Arkitekt | Plats | Läge               | Anläggnings-ID | Bild                                    |
| ---------------------------------------- | -------------------------------------------------------------------- | ---------- | -------- | ----- | ------------------ | -------------- | --------------------------------------- |
| Hillareds kyrka (Gälared 2:2)            | Kyrka med begravningsplats (1 byggnad)                               | 1100-talet |          |       | 57.62687, 13.14478 |                | Ladda upp en till bild av denna byggnad |
| Holsljunga kyrka (Holsljunga 4:1)        | Kyrka med begravningsplats (1 byggnad)                               |            |          |       | 57.41987, 12.96150 |                | Ladda upp en till bild av denna byggnad |
| Håcksviks kyrka (Håcksvik 4:1)           | Kyrka med begravningsplats (1 byggnad)                               |            |          |       | 57.31568, 13.14245 |                | Ladda upp en till bild av denna byggnad |
| Kalvs kyrka (Kalv 1:25)                  | Kyrka med begravningsplats (1 byggnad)                               |            |          |       | 57.24392, 13.07383 |                | Ladda upp en till bild av denna byggnad |
| Mjöbäcks kyrka (Mjöbäcks prästgård 1:18) | Kyrka med begravningsplats (1 byggnad)                               |            |          |       | koordinater saknas |                | Ladda upp en till bild av denna byggnad |
| Mårdaklevs kyrka (Mårdaklev 3:6)         | Kyrka med begravningsplats (1 byggnad)                               |            |          |       | 57.25900, 12.99468 |                | Ladda upp en till bild av denna byggnad |
| Redslareds kyrka (Redslared 2:30)        | Kyrka med begravningsplats (1 byggnad)                               |            |          |       | koordinater saknas |                | Ladda upp en till bild av denna byggnad |
| Revesjö kyrka (Revesjö stom 1:14)        | Kyrka med begravningsplats (1 byggnad)                               |            |          |       | 57.45432, 13.04725 |                | Ladda upp en till bild av denna byggnad |
| Roasjö kyrka (Roasjö 1:24)               | Kyrka med begravningsplats (1 byggnad)                               |            |          |       | koordinater saknas |                | Ladda upp en till bild av denna byggnad |
| Sexdrega kyrka (Sexdrega 1:45)           | Kyrka med begravningsplats (1 byggnad)                               |            |          |       | 57.57591, 13.12166 |                | Ladda upp en till bild av denna byggnad |
| Svenljunga kyrka (Svenljunga kyrka 1:1)  | Kyrka med begravningsplats (1 byggnad)                               |            |          |       | 57.49547, 13.11580 |                | Ladda upp en till bild av denna byggnad |
| Örsås kyrka (Örsås 6:11)                 | Kyrka med begravningsplats (1 byggnad)                               |            |          |       | 57.44261, 13.12399 |                | Ladda upp en till bild av denna byggnad |
| Östra Frölunda kyrka (Frölunda 1:3)      | Kyrka med begravningsplats (1 byggnad)                               |            |          |       | 57.34078, 13.03188 |                | Ladda upp en till bild av denna byggnad |
| Överlida kyrka (Hallingsnäs 1:78)        | Kyrka sammanbyggd med församlingshem,Kyrka med kyrkotomt (1 byggnad) |            |          |       | 57.34981, 12.90040 |                | Ladda upp en till bild av denna byggnad |

## Tanums kommun
| Namn                                 | Ursprunglig funktion                           | Byggår | Arkitekt | Plats | Läge               | Anläggnings-ID | Bild                                    |
| ------------------------------------ | ---------------------------------------------- | ------ | -------- | ----- | ------------------ | -------------- | --------------------------------------- |
| Bottna kyrka (Bottna 12:1)           | Kyrka med begravningsplats (1 byggnad)         |        |          |       | 58.50431, 11.37934 |                | Ladda upp en till bild av denna byggnad |
| Fagerhults kapell (Fagerhult 1:13)   | Kyrka (1 byggnad)                              |        |          |       | 58.83185, 11.61473 |                | Ladda upp en till bild av denna byggnad |
| Fjällbacka kyrka (Fjällbacka 174:1)  | Kyrka (1 byggnad)                              |        |          |       | 58.59981, 11.28419 |                | Ladda upp en till bild av denna byggnad |
| Grebbestads kyrka (Grebbestad 2:317) | Kyrka med begravningsplats (1 byggnad)         |        |          |       | 58.69488, 11.25247 |                | Ladda upp en till bild av denna byggnad |
| Hamburgsunds kapell (Norgård 2:124)  | Kyrka (1 byggnad)                              |        |          |       | 58.55361, 11.26620 |                | Ladda upp en till bild av denna byggnad |
| Havstenssunds kapell (Fåraby 1:37)   | Kapell,Kapell med begravningsplats (1 byggnad) |        |          |       | 58.74912, 11.18912 |                | Ladda upp en till bild av denna byggnad |
| Kville kyrka (Kville 2:3)            | Kyrka med begravningsplats (1 byggnad)         |        |          |       | 58.56760, 11.37097 |                | Ladda upp en till bild av denna byggnad |
| Lurs kyrka (Lurs Kyrka 1:1)          | Kyrka med begravningsplats (1 byggnad)         |        |          |       | 58.81884, 11.33140 |                | Ladda upp en till bild av denna byggnad |
| Mo kyrka (Fressland 1:14)            | Kyrka med begravningsplats (1 byggnad)         |        |          |       | 58.70374, 11.55728 |                | Ladda upp en till bild av denna byggnad |
| Naverstads kyrka (Naverstad 1:2)     | Kyrka med begravningsplats (3 byggnader)       |        |          |       | 58.76348, 11.56726 |                | Ladda upp en till bild av denna byggnad |
| Resö kyrka (Resö 3:44)               | Kyrka med begravningsplats (1 byggnad)         |        |          |       | 58.81135, 11.18622 |                | Ladda upp en till bild av denna byggnad |
| Svenneby gamla kyrka (Svenneby 10:1) | Kyrka med begravningsplats (2 byggnader)       |        |          |       | 58.49976, 11.32412 |                | Ladda upp en till bild av denna byggnad |
| Svenneby kyrka (Smedseröd 1:4)       | Kyrka (1 byggnad)                              |        |          |       | 58.50819, 11.32043 |                | Ladda upp en till bild av denna byggnad |
| Tanums kyrka (Hoghem 2:24)           | Kyrka med begravningsplats (1 byggnad)         |        |          |       | 58.71527, 11.33255 |                | Ladda upp en till bild av denna byggnad |

## Tibro kommun
| Namn                                  | Ursprunglig funktion                             | Byggår | Arkitekt | Plats | Läge               | Anläggnings-ID | Bild                                    |
| ------------------------------------- | ------------------------------------------------ | ------ | -------- | ----- | ------------------ | -------------- | --------------------------------------- |
| Högåskyrkan (Björken 11)              | Kyrka sammanbyggd med församlingshem (1 byggnad) |        |          |       | 58.42614, 14.15534 |                | Ladda upp en till bild av denna byggnad |
| Kyrkefalla kyrka (Tibro Prästbol 1:4) | Kyrka med begravningsplats (3 byggnader)         |        |          |       | 58.40829, 14.18462 |                | Ladda upp en till bild av denna byggnad |
| Ransbergs kyrka (Ransberg 4:1)        | Kyrka med begravningsplats (3 byggnader)         |        |          |       | 58.45851, 14.25154 |                | Ladda upp en till bild av denna byggnad |
| Tibro gravkapell (Tibro prästbol 1:3) | Gravkapell med begravningsplats (2 byggnader)    |        |          |       | 58.40494, 14.19222 |                | Ladda upp en till bild av denna byggnad |

## Tidaholms kommun
| Namn                                               | Ursprunglig funktion                             | Byggår         | Arkitekt | Plats | Läge               | Anläggnings-ID | Bild                                    |
| -------------------------------------------------- | ------------------------------------------------ | -------------- | -------- | ----- | ------------------ | -------------- | --------------------------------------- |
| Acklinga kyrka (Acklinga 12:1)                     | Kyrka med begravningsplats (2 byggnader)         |                |          |       | 58.19725, 13.87742 |                | Ladda upp en till bild av denna byggnad |
| Baltaks kyrka (Madäng 1:56)                        | Kyrka med begravningsplats (3 byggnader)         |                |          |       | 58.14795, 13.93378 |                | Ladda upp en till bild av denna byggnad |
| Blåhults kapell (Hökensås 1:1)                     | Kapell (2 byggnader)                             |                |          |       | 58.08052, 14.06923 |                | Ladda upp en till bild av denna byggnad |
| Daretorps kyrka (Daretorps Prästbol 4:1)           | Kyrka med begravningsplats (3 byggnader)         |                |          |       | 58.13974, 14.01935 |                | Ladda upp en till bild av denna byggnad |
| Dimbo-Ottravads kyrka (Dimbo 39:1)                 | Kyrka med begravningsplats (1 byggnad)           |                |          |       | 58.16920, 13.81901 |                | Ladda upp en till bild av denna byggnad |
| Fröjereds kyrka (Fröjereds prästbol 1:47)          | Kyrka med begravningsplats (2 byggnader)         |                |          |       | 58.24609, 14.01764 |                | Ladda upp en till bild av denna byggnad |
| Härja kyrka (Härja 10:1)                           | Kyrka med begravningsplats (1 byggnad)           | 1100-talet     |          |       | 58.07203, 13.91649 |                | Ladda upp en till bild av denna byggnad |
| Hångsdala kyrka (Hångsdala 32:1)                   | Kyrka med begravningsplats (1 byggnad)           | 1100-talet     |          |       | 58.11638, 13.78436 |                | Ladda upp en till bild av denna byggnad |
| Hömbs kyrka (Kavlås 5:1)                           | Kyrka med begravningsplats (2 byggnader)         | Tidig medeltid |          |       | 58.23277, 13.88596 |                | Ladda upp en till bild av denna byggnad |
| Kungslena kyrka (Kungslena 53:1)                   | Kyrka med begravningsplats (3 byggnader)         | 1100-talet     |          |       | 58.22736, 13.80536 |                | Ladda upp en till bild av denna byggnad |
| Kymbo kyrka (Kymbo 18:1)                           | Kyrka med begravningsplats (1 byggnad)           |                |          |       | 58.08207, 13.77751 |                | Ladda upp en till bild av denna byggnad |
| Mobackens kapell (Lilla Väthult 1:4)               | Kapell,Kapell med begravningsplats (2 byggnader) |                |          |       | 58.19146, 14.04596 |                | Ladda upp en till bild av denna byggnad |
| Norra kyrkogårdens kapell (Vattningen 3:6)         | Gravkapell med begravningsplats (3 byggnader)    |                |          |       | 58.19203, 13.96499 |                | Ladda upp en bild av denna byggnad      |
| Suntaks kyrka (Suntak 17:1)                        | Kyrka med begravningsplats (1 byggnad)           |                |          |       | 58.12655, 13.87239 |                | Ladda upp en till bild av denna byggnad |
| Tidaholms kyrka (Kaplanen 4)                       | Kyrka med begravningsplats (1 byggnad)           |                |          |       | 58.18108, 13.95998 |                | Ladda upp en till bild av denna byggnad |
| Valstads kyrka (Valstad 25:1)                      | Kyrka med begravningsplats (1 byggnad)           | 1100-talet     |          |       | 58.12365, 13.81428 |                | Ladda upp en till bild av denna byggnad |
| Varvs kyrka (Varv 17:1)                            | Kyrka med begravningsplats (1 byggnad)           |                |          |       | 58.19510, 13.81016 |                | Ladda upp en till bild av denna byggnad |
| Velinga kyrka (Velinga 20:1)                       | Kyrka med begravningsplats (4 byggnader)         | 1100-talet     |          |       | 58.10290, 13.96684 |                | Ladda upp en till bild av denna byggnad |
| Vättaks kyrka (Vättak 8:1)                         | Kyrka med begravningsplats (3 byggnader)         | 1100-talet     |          |       | 58.08749, 13.86377 |                | Ladda upp en till bild av denna byggnad |
| Östra Gerums kyrka (Gerum 20:1, ÖSTRA GERUMS KYRKA | Kyrka med begravningsplats (2 byggnader)         | 1100-talet     |          |       | 58.13572, 13.74734 |                | Ladda upp en till bild av denna byggnad |
| Östra kyrkogårdens kapell (Vråbolet 1:2)           | Gravkapell med begravningsplats (1 byggnad)      |                |          |       | 58.18365, 13.97395 |                | Ladda upp en bild av denna byggnad      |

## Tjörns kommun
| Namn                                  | Ursprunglig funktion                   | Byggår | Arkitekt | Plats | Läge               | Anläggnings-ID | Bild                                    |
| ------------------------------------- | -------------------------------------- | ------ | -------- | ----- | ------------------ | -------------- | --------------------------------------- |
| Klädesholmens kyrka (Koholmen 1:158)  | Kyrka (1 byggnad)                      |        |          |       | 57.94709, 11.54126 |                | Ladda upp en till bild av denna byggnad |
| Klövedals kyrka (Klövedals Kyrka 1:1) | Kyrka med begravningsplats (1 byggnad) |        |          |       | 58.03734, 11.57742 |                | Ladda upp en till bild av denna byggnad |
| Rönnängs kyrka (Rönnäng 1:383)        | Kyrka med begravningsplats (1 byggnad) |        |          |       | 57.93506, 11.58673 |                | Ladda upp en till bild av denna byggnad |
| Stenkyrka kyrka (Sibäcka 1:15)        | Kyrka med begravningsplats (1 byggnad) |        |          |       | 58.01180, 11.62340 |                | Ladda upp en till bild av denna byggnad |
| Valla kyrka (Valla Kyrka 3:1)         | Kyrka med begravningsplats (1 byggnad) |        |          |       | 58.04230, 11.71642 |                | Ladda upp en till bild av denna byggnad |

## Tranemo kommun
| Namn                                    | Ursprunglig funktion                             | Byggår     | Arkitekt | Plats | Läge               | Anläggnings-ID | Bild                                                                      |
| --------------------------------------- | ------------------------------------------------ | ---------- | -------- | ----- | ------------------ | -------------- | ------------------------------------------------------------------------- |
| Ambjörnarps kyrka (Ambjörnarp 1:37)     | Kyrka med begravningsplats (1 byggnad)           |            |          |       | 57.42106, 13.29557 |                | Ladda upp en till bild av denna byggnad                                   |
| Dalstorps kyrka (Dalstorp 1:126)        | Kyrka med begravningsplats (1 byggnad)           |            |          |       | 57.61146, 13.51049 |                | Ladda upp en till bild av denna byggnad                                   |
| Hulareds kyrka (Hulared 4:1)            | Kyrka med begravningsplats (1 byggnad)           |            |          |       | 57.59102, 13.42679 |                | Se fler bilder av denna byggnad · Ladda upp en till bild av denna byggnad |
| Limmareds kyrka (Limmared 14:49)        | Kyrka sammanbyggd med församlingshem (1 byggnad) |            |          |       | 57.53924, 13.35677 |                | Ladda upp en till bild av denna byggnad                                   |
| Ljungsarps kyrka (Ljungsarp 1:25)       | Kyrka med begravningsplats (1 byggnad)           |            |          |       | 57.56579, 13.57858 |                | Ladda upp en till bild av denna byggnad                                   |
| Länghems kyrka (Länghem 30:1)           | Kyrka med begravningsplats (1 byggnad)           |            |          |       | 57.59828, 13.25079 |                | Ladda upp en till bild av denna byggnad                                   |
| Grimsås kyrka (MOGHULT 1:91)            | Kyrka sammanbyggd med församlingshem (1 byggnad) |            |          |       | 57.48431, 13.54997 |                | Ladda upp en till bild av denna byggnad                                   |
| Mossebo kyrka (Mossebo 1:23)            | Kyrka med begravningsplats (1 byggnad)           |            |          |       | 57.44620, 13.45858 |                | Ladda upp en till bild av denna byggnad                                   |
| Månstads kyrka (Månstad 5:1)            | Kyrka med begravningsplats (1 byggnad)           |            |          |       | 57.60288, 13.34690 |                | Ladda upp en till bild av denna byggnad                                   |
| Nittorps kyrka (Nittorps-Nygården 1:50) | Kyrka med begravningsplats (1 byggnad)           |            |          |       | 57.55082, 13.49877 |                | Ladda upp en till bild av denna byggnad                                   |
| Sjötofta kyrka (Sjötofta 1:7)           | Kyrka med begravningsplats (1 byggnad)           |            |          |       | 57.35172, 13.28637 |                | Ladda upp en till bild av denna byggnad                                   |
| Södra Åsarps kyrka (Åsarp 6:1)          | Kyrka med begravningsplats (1 byggnad)           | 1100-talet |          |       | 57.55507, 13.38102 |                | Ladda upp en till bild av denna byggnad                                   |
| Tranemo kyrka (Tranemo 1:3)             | Kyrka med begravningsplats (1 byggnad)           |            |          |       | 57.48756, 13.34700 |                | Ladda upp en till bild av denna byggnad                                   |
| Ölsremma kyrka (Ölsremma 2:1)           | Kyrka med begravningsplats (1 byggnad)           |            |          |       | 57.61976, 13.62072 |                | Ladda upp en till bild av denna byggnad                                   |

## Trollhättans kommun
| Namn                                        | Ursprunglig funktion                                                   | Byggår     | Arkitekt | Plats | Läge               | Anläggnings-ID | Bild                                    |
| ------------------------------------------- | ---------------------------------------------------------------------- | ---------- | -------- | ----- | ------------------ | -------------- | --------------------------------------- |
| Fors kyrka (Fors 11:1)                      | Kyrka med begravningsplats (1 byggnad)                                 | Medeltiden |          |       | 58.19366, 12.22995 |                | Ladda upp en till bild av denna byggnad |
| Gräsvikens kapell (Gräsviken 9:1)           | Kapell,Konferens- och kursgård (6 byggnader)                           |            |          |       | 58.30163, 12.15678 |                | Ladda upp en bild av denna byggnad      |
| Gärdhems kyrka (Jönsberg 2:2)               | Kyrka med begravningsplats (1 byggnad)                                 |            |          |       | 58.24456, 12.33464 |                | Ladda upp en till bild av denna byggnad |
| Götalundens kyrka (Tallkotten:1)            | Kyrka med kyrkotomt (3 byggnader)                                      |            |          |       | 58.28753, 12.30490 |                | Ladda upp en till bild av denna byggnad |
| Halvorskyrkan (Handyxan:1)                  | Församlingshem,Med kyrkorum (3 byggnader)                              |            |          |       | 58.28924, 12.34136 |                | Ladda upp en till bild av denna byggnad |
| Hedebergs kapell (Hedeberg 1:7)             | Kapell (1 byggnad)                                                     |            |          |       | 58.20618, 12.53122 |                | Ladda upp en bild av denna byggnad      |
| Kyrkans gård Sandhem (Sandtärnan:1)         | Församlingshem,Med kyrkorum (2 byggnader)                              |            |          |       | 58.28074, 12.32801 |                | Ladda upp en bild av denna byggnad      |
| Lagmansereds kyrka (Boryd 1:2)              | Kyrka med begravningsplats (1 byggnad)                                 |            |          |       | 58.13897, 12.42833 |                | Ladda upp en till bild av denna byggnad |
| Lextorpskyrkan (Pärlemorfjärilen 1)         | Kyrka med kyrkotomt,Kyrka sammanbyggd med församlingshem (4 byggnader) |            |          |       | 58.26365, 12.29591 |                | Ladda upp en till bild av denna byggnad |
| Lindvedens församlingshem (Lindveden 9:8)   | Kapell (2 byggnader)                                                   |            |          |       | 58.23692, 12.25848 |                | Ladda upp en bild av denna byggnad      |
| Norra Björke kyrka (Norra Björke Kyrka 1:1) | Kyrka med begravningsplats (2 byggnader)                               |            |          |       | 58.28520, 12.51906 |                | Ladda upp en till bild av denna byggnad |
| Rommele kyrka (Rommele 4:10)                | Kyrka med begravningsplats (1 byggnad)                                 |            |          |       | 58.17899, 12.24090 |                | Ladda upp en till bild av denna byggnad |
| Skogshöjdens kyrka (Graniten 1)             | Kyrka med kyrkotomt,Kyrka sammanbyggd med församlingshem (3 byggnader) |            |          |       | 58.31902, 12.27352 |                | Ladda upp en till bild av denna byggnad |
| Trollhättans kyrka (Olidan 3:8)             | Kyrka med kyrkotomt (2 byggnader)                                      |            |          |       | 58.27898, 12.27921 |                | Ladda upp en till bild av denna byggnad |
| Upphärads kyrka (Upphärads Kyrka 1:1)       | Kyrka med begravningsplats (1 byggnad)                                 |            |          |       | 58.16405, 12.29214 |                | Ladda upp en till bild av denna byggnad |
| Väne-Åsaka kyrka (Åsaka 8:28)               | Kyrka med begravningsplats (2 byggnader)                               | 1100-talet |          |       | 58.24585, 12.41781 |                | Ladda upp en till bild av denna byggnad |

## Töreboda kommun
| Namn                                       | Ursprunglig funktion                     | Byggår     | Arkitekt | Plats | Läge               | Anläggnings-ID | Bild                                    |
| ------------------------------------------ | ---------------------------------------- | ---------- | -------- | ----- | ------------------ | -------------- | --------------------------------------- |
| Beatebergs kyrka (Beatelund 2:1)           | Kyrka med begravningsplats (1 byggnad)   |            |          |       | 58.58374, 14.27069 |                | Ladda upp en till bild av denna byggnad |
| Bäcks kyrka (Bäck 13:1)                    | Kyrka med begravningsplats (1 byggnad)   |            |          |       | 58.69247, 14.02617 |                | Ladda upp en till bild av denna byggnad |
| Bällefors kyrka (Bällefors Prästbol 9:1)   | Kyrka med begravningsplats (2 byggnader) | 1200-talet |          |       | 58.58730, 14.08932 |                | Ladda upp en till bild av denna byggnad |
| Ekeskogs kyrka (Ekeskog 14:1)              | Kyrka med begravningsplats (3 byggnader) |            |          |       | 58.59966, 14.14644 |                | Ladda upp en till bild av denna byggnad |
| Fredsbergs kyrka (Fredsbergs Prästbol 3:1) | Kyrka med begravningsplats (2 byggnader) |            |          |       | 58.74267, 14.07729 |                | Ladda upp en till bild av denna byggnad |
| Fägre kyrka (Fägre Prästbol 3:1)           | Kyrka med begravningsplats (1 byggnad)   | 1200-talet |          |       | 58.63669, 14.08436 |                | Ladda upp en till bild av denna byggnad |
| Halna kyrka (Halna 9:1)                    | Kyrka med begravningsplats (2 byggnader) |            |          |       | 58.65611, 14.23789 |                | Ladda upp en till bild av denna byggnad |
| Hjälstads kyrka (Hjälstad 14:1)            | Kyrka med begravningsplats (1 byggnad)   | 1200-talet |          |       | 58.60749, 14.01127 |                | Ladda upp en till bild av denna byggnad |
| Kyrketorps kapell (Friabäck 1:4)           | Kapell (1 byggnad)                       |            |          |       | 58.74991, 14.19424 |                | Ladda upp en bild av denna byggnad      |
| Mo kyrka (Mo 23:1)                         | Kyrka med begravningsplats (1 byggnad)   |            |          |       | 58.60346, 14.05290 |                | Ladda upp en till bild av denna byggnad |
| Sveneby kyrka (Sveneby 3:1)                | Kyrka med begravningsplats (2 byggnader) | 1100-talet |          |       | 58.59594, 13.94578 |                | Ladda upp en till bild av denna byggnad |
| Trästena kyrka (Trästena 7:1)              | Kyrka med begravningsplats (1 byggnad)   |            |          |       | 58.64630, 14.02928 |                | Ladda upp en till bild av denna byggnad |
| Töreboda kyrka (Björkäng 7:1)              | Kyrka med begravningsplats (2 byggnader) |            |          |       | 58.70929, 14.12130 |                | Ladda upp en till bild av denna byggnad |
| Älgarås kyrka (Älgarås 11:1)               | Kyrka med begravningsplats (2 byggnader) |            |          |       | 58.80081, 14.25690 |                | Ladda upp en till bild av denna byggnad |

## Uddevalla kommun
| Namn                                                | Ursprunglig funktion                           | Byggår                | Arkitekt | Plats | Läge               | Anläggnings-ID | Bild                                    |
| --------------------------------------------------- | ---------------------------------------------- | --------------------- | -------- | ----- | ------------------ | -------------- | --------------------------------------- |
| Bleketkyrkan (Vargen 2)                             | Kyrka med kyrkotomt (1 byggnad)                |                       |          |       | 58.36569, 11.93795 |                | Ladda upp en till bild av denna byggnad |
| Bokenäs gamla kyrka (Bokenäs gamla kyrka 1:1)       | Kyrka med begravningsplats (1 byggnad)         |                       |          |       | 58.29239, 11.57593 |                | Ladda upp en till bild av denna byggnad |
| Bokenäs nya kyrka (Bön 1:15)                        | Kyrka (1 byggnad)                              |                       |          |       | 58.29326, 11.57034 |                | Ladda upp en till bild av denna byggnad |
| Bäve kyrka (Marmorn 2)                              | Kyrka med kyrkotomt (1 byggnad)                |                       |          |       | 58.36240, 11.91718 |                | Ladda upp en till bild av denna byggnad |
| Dalabergskyrkan (Dalabergsskolan 1)                 | Kyrka med kyrkotomt (1 byggnad)                |                       |          |       | 58.37119, 11.93600 |                | Ladda upp en till bild av denna byggnad |
| Djurhults kapell (Djurhult 1:13)                    | Kapell,Kapell med begravningsplats (1 byggnad) |                       |          |       | 58.29644, 12.07891 |                | Ladda upp en till bild av denna byggnad |
| Dragsmarks kyrka (Dragsmarks Kyrka 1:1)             | Kyrka med begravningsplats (1 byggnad)         |                       |          |       | 58.25237, 11.55205 |                | Ladda upp en till bild av denna byggnad |
| Forshälla kyrka (Forshälla 3:1)                     | Kyrka med begravningsplats (1 byggnad)         |                       |          |       | 58.28394, 11.91340 |                | Ladda upp en till bild av denna byggnad |
| Grinneröds kyrka (Grinneröds Prästgård 2:1)         | Kyrka med begravningsplats (1 byggnad)         |                       |          |       | 58.19062, 11.95507 |                | Ladda upp en till bild av denna byggnad |
| Herrestads kyrka (Herrestad 32:1)                   | Kyrka med begravningsplats (1 byggnad)         |                       |          |       | 58.34574, 11.83867 |                | Ladda upp en till bild av denna byggnad |
| Högås kyrka (Åsen 1:18)                             | Kyrka med begravningsplats (1 byggnad)         |                       |          |       | 58.33082, 11.67769 |                | Ladda upp en till bild av denna byggnad |
| Lane-Ryrs kyrka (Kyrkebyn 1:21)                     | Kyrka (1 byggnad)                              |                       |          |       | 58.39438, 12.06055 |                | Ladda upp en till bild av denna byggnad |
| Ljungs gamla kyrka (Ljung 2:1)                      | Kyrka med begravningsplats (2 byggnader)       | 1100 eller 1200-talet |          |       | 58.21558, 11.91312 |                | Ladda upp en till bild av denna byggnad |
| Ljungs kyrka (Ljung 1:2)                            | Kyrka med begravningsplats (1 byggnad)         |                       |          |       | 58.21757, 11.90847 |                | Ladda upp en till bild av denna byggnad |
| Resteröds kyrka (Resteröd 6:1)                      | Kyrka med begravningsplats (2 byggnader)       |                       |          |       | 58.25878, 11.87822 |                | Ladda upp en till bild av denna byggnad |
| Skredsviks kyrka (Skredsviks Kyrka 3:2)             | Kyrka med begravningsplats (1 byggnad)         |                       |          |       | 58.37971, 11.67102 |                | Ladda upp en till bild av denna byggnad |
| Sommarhemskyrkan (Ösel 1)                           | Kyrka med kyrkotomt (1 byggnad)                |                       |          |       | 58.33813, 11.91868 |                | Ladda upp en till bild av denna byggnad |
| Uddevalla kyrka (Sankta Anna kyrka) (Kyrkeberget 1) | Kyrka (3 byggnader)                            |                       |          |       | 58.34796, 11.94005 |                | Ladda upp en till bild av denna byggnad |
| Åh kyrka (Å 1:4)                                    | Kyrka med kyrkotomt (1 byggnad)                |                       |          |       | 58.26767, 11.84541 |                | Ladda upp en till bild av denna byggnad |

## Ulricehamns kommun
| Namn                                        | Ursprunglig funktion                        | Byggår                | Arkitekt | Plats | Läge                 | Anläggnings-ID | Bild                                    |
| ------------------------------------------- | ------------------------------------------- | --------------------- | -------- | ----- | -------------------- | -------------- | --------------------------------------- |
| Blidsbergs kyrka (Blidsberg 3:12)           | Kyrka med begravningsplats (1 byggnad)      |                       |          |       | 57.92697, 13.49261   |                | Ladda upp en till bild av denna byggnad |
| Brunns kyrka (Brunn 11:28)                  | Kyrka med begravningsplats (2 byggnader)    |                       |          |       | 57.79712, 13.36886   |                | Ladda upp en till bild av denna byggnad |
| Böne kyrka (Böne 10:1)                      | Kyrka med begravningsplats (1 byggnad)      |                       |          |       | 57.88270, 13.51628   |                | Ladda upp en till bild av denna byggnad |
| Dalums kyrka (Dalum 21:1)                   | Kyrka med begravningsplats (3 byggnader)    | 1100-talet            |          |       | 57.89965, 13.47825   |                | Ladda upp en till bild av denna byggnad |
| Finnekumla kyrka (Finnekumla 15:1)          | Kyrka med begravningsplats (1 byggnad)      |                       |          |       | 57.65535, 13.34748   |                | Ladda upp en till bild av denna byggnad |
| Fänneslunda-Grovare kyrka (Sänningared 1:8) | Kyrka med begravningsplats (2 byggnader)    |                       |          |       | 57.87506, 13.17130   |                | Ladda upp en till bild av denna byggnad |
| Grönahögs kyrka (Grönahög 1:1)              | Kyrka med begravningsplats (1 byggnad)      |                       |          |       | 57.66480, 13.59562   |                | Ladda upp en till bild av denna byggnad |
| Gullereds kyrka (Gullered 3:2)              | Kyrka med begravningsplats (1 byggnad)      |                       |          |       | 57.80011, 13.59458   |                | Ladda upp en till bild av denna byggnad |
| Gällstads kyrka (Gällstad 1:152)            | Kyrka med begravningsplats (1 byggnad)      |                       |          |       | 57.664611, 13.430778 |                | Ladda upp en till bild av denna byggnad |
| Humla kyrka (Humla 11:8)                    | Kyrka med begravningsplats (2 byggnader)    |                       |          |       | 57.95876, 13.52014   |                | Ladda upp en till bild av denna byggnad |
| Hällstads kyrka (Hällstad 15:1)             | Kyrka med begravningsplats (2 byggnader)    |                       |          |       | 57.89764, 13.33221   |                | Ladda upp en till bild av denna byggnad |
| Härna kyrka (Härna 14:1)                    | Kyrka med begravningsplats (3 byggnader)    | 1100 eller 1200-talet |          |       | 57.84471, 13.23665   |                | Ladda upp en till bild av denna byggnad |
| Hössna kyrka (Hössna 19:1)                  | Kyrka med begravningsplats (3 byggnader)    |                       |          |       | 57.82531, 13.53724   |                | Ladda upp en till bild av denna byggnad |
| Knätte kyrka (Knätte 10:1)                  | Kyrka med begravningsplats (2 byggnader)    | 1200-talet            |          |       | 57.85979, 13.55367   |                | Ladda upp en till bild av denna byggnad |
| Kärråkra kyrka (Kärråkra 3:1)               | Kyrka med begravningsplats (2 byggnader)    |                       |          |       | 57.96217, 13.36401   |                | Ladda upp en till bild av denna byggnad |
| Kölaby kyrka (Kölaby 28:1)                  | Kyrka med begravningsplats (1 byggnad)      |                       |          |       | 57.98213, 13.53613   |                | Ladda upp en till bild av denna byggnad |
| Kölingareds kyrka (Kölingared 1:10)         | Kyrka med begravningsplats (1 byggnad)      |                       |          |       | 57.90920, 13.66777   |                | Ladda upp en till bild av denna byggnad |
| Liareds kyrka (Liared 10:1)                 | Kyrka med begravningsplats (1 byggnad)      |                       |          |       | 57.83925, 13.64737   |                | Ladda upp en till bild av denna byggnad |
| Marbäcks kyrka (Marbäck 23:1)               | Kyrka med begravningsplats (1 byggnad)      | 1100-talet            |          |       | 57.74381, 13.41563   |                | Ladda upp en till bild av denna byggnad |
| Murums kyrka (Kyrkeberg 1:7)                | Kyrka med begravningsplats (2 byggnader)    |                       |          |       | 57.91918, 13.28703   |                | Ladda upp en till bild av denna byggnad |
| Möne kyrka (Möne 10:1)                      | Kyrka med begravningsplats (2 byggnader)    |                       |          |       | 57.92567, 13.38087   |                | Ladda upp en till bild av denna byggnad |
| Påbo kapell (Påbo 4:17)                     | Kyrka med kyrkotomt (1 byggnad)             |                       |          |       | 57.71455, 13.51793   |                | Ladda upp en till bild av denna byggnad |
| Sandåkers gravkapell (Bogesund 1:47)        | Gravkapell med begravningsplats (1 byggnad) |                       |          |       | 57.80426, 13.40525   |                | Ladda upp en bild av denna byggnad      |
| Strängsereds kyrka (Strängsered 9:1)        | Kyrka med begravningsplats (2 byggnader)    |                       |          |       | 57.77544, 13.67826   |                | Ladda upp en till bild av denna byggnad |
| Södra Vings kyrka (Ving 16:1)               | Kyrka med begravningsplats (2 byggnader)    | 1130-talet            |          |       | 57.83760, 13.28149   |                | Ladda upp en till bild av denna byggnad |
| Timmele kyrka (Timmele 23:1)                | Kyrka med begravningsplats (4 byggnader)    | 1100-talet            |          |       | 57.85302, 13.43627   |                | Ladda upp en till bild av denna byggnad |
| Trogareds kapell (Trogared 1:3)             | Kapell (2 byggnader)                        |                       |          |       | 57.79769, 13.23196   |                | Ladda upp en till bild av denna byggnad |
| Tvärreds kyrka (Tvärreds-Stavared 1:13)     | Kyrka med begravningsplats (1 byggnad)      |                       |          |       | 57.725667, 13.314083 |                | Ladda upp en till bild av denna byggnad |
| Ulricehamns kyrka (Bogesund 1:86)           | Kyrka med begravningsplats (1 byggnad)      |                       |          |       | 57.79447, 13.41266   |                | Ladda upp en till bild av denna byggnad |
| Varnums kyrka (Varnums Kyrka 1:1)           | Kyrka med begravningsplats (1 byggnad)      | 1100-talet            |          |       | 57.82711, 13.14562   |                | Ladda upp en till bild av denna byggnad |
| Vists kyrka (Vist 10:36)                    | Kyrka med begravningsplats (3 byggnader)    | 1200-talet            |          |       | 57.81471, 13.40982   |                | Ladda upp en till bild av denna byggnad |

## Vara kommun
| Namn                                | Ursprunglig funktion                                   | Byggår     | Arkitekt             | Plats                | Läge               | Anläggnings-ID | Bild                                                                      |
| ----------------------------------- | ------------------------------------------------------ | ---------- | -------------------- | -------------------- | ------------------ | -------------- | ------------------------------------------------------------------------- |
| Bitterna kyrka (Västerbitterna 6:1) | Kyrka med begravningsplats (2 byggnader)               | Medeltiden |                      | Bitterna             | 58.14228, 12.98513 |                | Se fler bilder av denna byggnad · Ladda upp en till bild av denna byggnad |
| Edsvära kyrka (Edsvära 2:6)         | Kyrka med begravningsplats (2 byggnader)               | 1859       | Johan Adolf Hawerman | Edsvära              | 58.24176, 13.18503 |                | Se fler bilder av denna byggnad · Ladda upp en till bild av denna byggnad |
| Elings kyrka (Eling 5:1)            | Kyrka med begravningsplats (2 byggnader)               | Medeltiden |                      | Eling                | 58.16624, 12.89959 |                | Se fler bilder av denna byggnad · Ladda upp en till bild av denna byggnad |
| Fyrunga kyrka (Fyrunga 4:27)        | Kyrka med begravningsplats (2 byggnader)               | 1874       | Ludvig Hedin         | Fyrunga              | 58.28437, 13.09334 |                | Se fler bilder av denna byggnad · Ladda upp en till bild av denna byggnad |
| Hoppets kapell (Vara 39:2)          | Gravkapell med begravningsplats (4 byggnader)          | 1973       | Hans Englund         | Vara                 | 58.26146, 12.94544 |                | Se fler bilder av denna byggnad · Ladda upp en till bild av denna byggnad |
| Hällums kyrka (Stora Halla 1:11)    | Kyrka med kyrkotomt (3 byggnader)                      | 1956       | Bo Wedenmark         | Hällum               | 58.33074, 13.03726 |                | Se fler bilder av denna byggnad · Ladda upp en till bild av denna byggnad |
| Jungs kyrka (Jung 19:1)             | Kyrka med begravningsplats (1 byggnad)                 | 1834       | Fredrik Blom         | Jung                 | 58.32807, 13.11734 |                | Se fler bilder av denna byggnad · Ladda upp en till bild av denna byggnad |
| Kvänums kyrka (Oltorp 3:1)          | Kyrka med begravningsplats (2 byggnader)               | 1867       | Axel Fredrik Nyström | Kvänum               | 58.28902, 13.17692 |                | Se fler bilder av denna byggnad · Ladda upp en till bild av denna byggnad |
| Larvs kyrka (Larv 7:1)              | Kyrka med begravningsplats (2 byggnader)               | 1865       | Ludvig Hedin         | Larv                 | 58.18985, 13.11595 |                | Se fler bilder av denna byggnad · Ladda upp en till bild av denna byggnad |
| Laske-Vedums kyrka (Vedum 44:1)     | Kyrka med begravningsplats (3 byggnader)               | 1776       | Okänd                | Vedum                | 58.17204, 12.99031 |                | Se fler bilder av denna byggnad · Ladda upp en till bild av denna byggnad |
| Levene kyrka (Levene 1:148)         | Kyrka med begravningsplats (2 byggnader)               | 1200-talet |                      | Levene               | 58.32938, 12.90150 |                | Se fler bilder av denna byggnad · Ladda upp en till bild av denna byggnad |
| Longs kyrka (Long 8:1)              | Kyrka med begravningsplats (2 byggnader)               | 1897       | F A Wahlström        | Long                 | 58.29844, 12.96018 |                | Se fler bilder av denna byggnad · Ladda upp en till bild av denna byggnad |
| Längjums kyrka (Längjum 18:1)       | Kyrka med begravningsplats (3 byggnader)               | Medeltiden |                      | Längjum              | 58.21885, 13.10377 |                | Se fler bilder av denna byggnad · Ladda upp en till bild av denna byggnad |
| Naums kyrka (Naum 13:1)             | Kyrka med begravningsplats (1 byggnad)                 | 1892       | Fritz Eckert         | Naum                 | 58.23977, 12.92257 |                | Se fler bilder av denna byggnad · Ladda upp en till bild av denna byggnad |
| Norra Vånga kyrka (Vånga 27:1)      | Kyrka med begravningsplats (3 byggnader)               | 1876       | Johan Adolf Hawerman | Norra Vånga distrikt | 58.26768, 13.27022 |                | Se fler bilder av denna byggnad · Ladda upp en till bild av denna byggnad |
| Ryda kyrka (Ryda 14:1)              | Kyrka med begravningsplats (1 byggnad)                 |            |                      |                      | 58.28694, 12.88409 |                | Se fler bilder av denna byggnad · Ladda upp en till bild av denna byggnad |
| Skarstads kyrka (Skarstad 13:1)     | Kyrka med begravningsplats (1 byggnad)                 |            |                      |                      | 58.29539, 13.03347 |                | Se fler bilder av denna byggnad · Ladda upp en till bild av denna byggnad |
| Slädene kyrka (Slädene 7:16)        | Kyrka med begravningsplats (2 byggnader)               |            |                      |                      | 58.37321, 12.88331 |                | Ladda upp en till bild av denna byggnad                                   |
| Sparlösa kyrka (Sparlösa 16:1)      | Kyrka med begravningsplats (1 byggnad)                 |            |                      |                      | 58.34785, 12.83960 |                | Ladda upp en till bild av denna byggnad                                   |
| Södra Kedums kyrka (Kedum 24:1)     | Kyrka med begravningsplats (1 byggnad)                 |            |                      |                      | 58.23967, 12.87397 |                | Ladda upp en till bild av denna byggnad                                   |
| Södra Lundby kyrka (Lundby 22:1)    | Kyrka med begravningsplats (2 byggnader)               | 1200-talet |                      |                      | 58.18881, 13.04560 |                | Ladda upp en till bild av denna byggnad                                   |
| Tråvads kyrka (Tråvad 17:1)         | Kyrka med begravningsplats (2 byggnader)               |            |                      |                      | 58.24482, 13.08651 |                | Ladda upp en till bild av denna byggnad                                   |
| Vara kyrka (Kyrkan 1)               | Kyrka med kyrkotomt, f.d. begravningsplats (1 byggnad) |            |                      |                      | 58.26293, 12.94886 |                | Ladda upp en till bild av denna byggnad                                   |
| Önums kyrka (Emtunga 6:1)           | Kyrka med begravningsplats (2 byggnader)               |            |                      |                      | 58.26268, 13.00515 |                | Ladda upp en till bild av denna byggnad                                   |
| Öttums kyrka (Öttum 29:1)           | Kyrka med begravningsplats (1 byggnad)                 |            |                      |                      | 58.32113, 13.22049 |                | Ladda upp en till bild av denna byggnad                                   |

## Vårgårda kommun
| Namn                                          | Ursprunglig funktion                     | Byggår                     | Arkitekt | Plats | Läge               | Anläggnings-ID | Bild                                    |
| --------------------------------------------- | ---------------------------------------- | -------------------------- | -------- | ----- | ------------------ | -------------- | --------------------------------------- |
| Algutstorps kyrka (Algutstorps Prästgård 3:1) | Kyrka med begravningsplats (3 byggnader) | Omkring 1200               |          |       | 58.01784, 12.81777 |                | Ladda upp en till bild av denna byggnad |
| Asklanda kyrka (Asklanda 12:1)                | Kyrka med begravningsplats (2 byggnader) | 1100-talet                 |          |       | 57.98795, 12.93119 |                | Ladda upp en till bild av denna byggnad |
| Fullestads kyrka (Fullestad 9:1)              | Kyrka med begravningsplats (3 byggnader) |                            |          |       | 58.02980, 12.69606 |                | Ladda upp en till bild av denna byggnad |
| Hols kyrka (Hol 29:1)                         | Kyrka med begravningsplats (2 byggnader) | 1200-talet                 |          |       | 57.97456, 12.66481 |                | Ladda upp en till bild av denna byggnad |
| Horla kyrka (Horla 15:1)                      | Kyrka med begravningsplats (3 byggnader) | Mellan 1100 och 1300-talet |          |       | 57.96834, 12.73134 |                | Ladda upp en till bild av denna byggnad |
| Kullings-Skövde kyrka (Skövde 29:1)           | Kyrka (2 byggnader)                      | 1100 eller 1200-talet      |          |       | 58.04322, 12.81324 |                | Ladda upp en till bild av denna byggnad |
| Kvinnestads kyrka (Kvinnestad 4:1)            | Kyrka (2 byggnader)                      | 1100 eller 1200-talet      |          |       | 58.00869, 12.87801 |                | Ladda upp en till bild av denna byggnad |
| Landa kyrka (Landa 3:1)                       | Kyrka med begravningsplats (2 byggnader) |                            |          |       | 58.03145, 12.88729 |                | Ladda upp en till bild av denna byggnad |
| Lena kyrka (Lena 13:1)                        | Kyrka med begravningsplats (2 byggnader) |                            |          |       | 58.01855, 12.63067 |                | Ladda upp en till bild av denna byggnad |
| Nårunga kyrka (Nårunga 13:1)                  | Kyrka med begravningsplats (1 byggnad)   |                            |          |       | 57.92582, 12.79822 |                | Ladda upp en till bild av denna byggnad |
| Ornunga gamla kyrka (Kyrkebol 2:1)            | Kyrka (2 byggnader)                      | 1200-talet                 |          |       | 57.97959, 12.91318 |                | Ladda upp en till bild av denna byggnad |
| Ornunga kyrka (Ornunga 20:1)                  | Kyrka (2 byggnader)                      |                            |          |       | 57.97445, 12.90889 |                | Ladda upp en till bild av denna byggnad |
| Siene kyrka (Siene 18:1)                      | Kyrka med begravningsplats (2 byggnader) | 1100-talet                 |          |       | 57.99373, 12.77065 |                | Ladda upp en till bild av denna byggnad |
| Södra Härene kyrka (Härene 1:4)               | Kyrka med begravningsplats (2 byggnader) |                            |          |       | 58.09271, 12.82852 |                | Ladda upp en till bild av denna byggnad |

## Vänersborgs kommun
| Namn                                     | Ursprunglig funktion                                                   | Byggår     | Arkitekt | Plats | Läge               | Anläggnings-ID | Bild                                    |
| ---------------------------------------- | ---------------------------------------------------------------------- | ---------- | -------- | ----- | ------------------ | -------------- | --------------------------------------- |
| Blåsutkyrkan (Jordstjärnan:1)            | Kyrka med kyrkotomt,Kyrka sammanbyggd med församlingshem (2 byggnader) |            |          |       | 58.37569, 12.29272 |                | Ladda upp en till bild av denna byggnad |
| Brålanda kyrka (Brålanda Stom 2:1)       | Kyrka med begravningsplats (7 byggnader)                               |            |          |       | 58.56878, 12.37990 |                | Ladda upp en till bild av denna byggnad |
| Frändefors kyrka (Frändefors 1:2)        | Kyrka med begravningsplats (5 byggnader)                               |            |          |       | 58.49655, 12.27815 |                | Ladda upp en till bild av denna byggnad |
| Gestads kyrka (Kyrkebyn 3:1)             | Kyrka med begravningsplats (5 byggnader)                               |            |          |       | 58.54955, 12.45115 |                | Ladda upp en till bild av denna byggnad |
| Marierokyrkan (Mursleven:1)              | Kyrka med kyrkotomt,Kyrka sammanbyggd med församlingshem (2 byggnader) |            |          |       | 58.36351, 12.35024 |                | Ladda upp en till bild av denna byggnad |
| Onsjökyrkan (Åbon 2)                     | Kyrka med kyrkotomt,Kyrka sammanbyggd med församlingshem (3 byggnader) |            |          |       | 58.35210, 12.32805 |                | Ladda upp en till bild av denna byggnad |
| Sundals-Ryrs gamla kyrka (Prästeryr 3:1) | Kyrka (3 byggnader)                                                    | 1200-talet |          |       | 58.56269, 12.27683 |                | Ladda upp en till bild av denna byggnad |
| Sundals-Ryrs kyrka (Årbol 1:51)          | Kyrka med begravningsplats (3 byggnader)                               |            |          |       | 58.57390, 12.23485 |                | Ladda upp en till bild av denna byggnad |
| Timmerviks kyrka (Timmervik 2:79)        | Kyrka med begravningsplats (3 byggnader)                               |            |          |       | 58.48523, 12.38931 |                | Ladda upp en till bild av denna byggnad |
| Vargöns kyrka (Bergsyran:15)             | Kyrka med kyrkotomt,Kyrka sammanbyggd med församlingshem (3 byggnader) |            |          |       | 58.36229, 12.40307 |                | Ladda upp en till bild av denna byggnad |
| Vassända-Naglums kyrka (Båberg s:6)      | Kyrka med begravningsplats (1 byggnad)                                 |            |          |       | 58.33401, 12.26777 |                | Ladda upp en till bild av denna byggnad |
| Väne-Ryrs kyrka (Örbacka 1:55)           | Kyrka med begravningsplats (2 byggnader)                               |            |          |       | 58.33245, 12.13696 |                | Ladda upp en till bild av denna byggnad |
| Vänersborgs kyrka (Kyrkplanen 1)         | Kyrka med begravningsplats (1 byggnad)                                 |            |          |       | 58.38053, 12.32597 |                | Ladda upp en till bild av denna byggnad |
| Vänersnäs kyrka (Näs 3:21)               | Kyrka med begravningsplats (1 byggnad)                                 | Medeltiden |          |       | 58.39771, 12.56582 |                | Ladda upp en till bild av denna byggnad |
| Västra Tunhems kyrka (Tunhem 2:1)        | Kyrka med begravningsplats (1 byggnad)                                 | 1100-talet |          |       | 58.31032, 12.40183 |                | Ladda upp en till bild av denna byggnad |

## Åmåls kommun
| Namn                                         | Ursprunglig funktion                               | Byggår     | Arkitekt | Plats | Läge               | Anläggnings-ID | Bild                                    |
| -------------------------------------------- | -------------------------------------------------- | ---------- | -------- | ----- | ------------------ | -------------- | --------------------------------------- |
| Edsleskogs kyrka (Edsleskogs Prästgård 1:46) | Kyrka med begravningsplats (3 byggnader)           |            |          |       | 59.05415, 12.46708 |                | Ladda upp en till bild av denna byggnad |
| Fröskogs kyrka (Fröskogs Stom 2:1)           | Kyrka med begravningsplats (7 byggnader)           |            |          |       | 58.97850, 12.46678 |                | Ladda upp en till bild av denna byggnad |
| Mo kyrka (Mo Stom 2:1)                       | Kyrka med begravningsplats (4 byggnader)           |            |          |       | 59.09790, 12.64676 |                | Ladda upp en till bild av denna byggnad |
| Nygårdskyrkan (Västra Kyrkogården 1)         | Kyrka med begravningsplats (6 byggnader)           |            |          |       | 59.04815, 12.68032 |                | Ladda upp en bild av denna byggnad      |
| Tydje kapell (Tydje stom 2:1)                | Kapell,Kapell med begravningsplats (2 byggnader)   |            |          |       | 58.95729, 12.61734 |                | Ladda upp en till bild av denna byggnad |
| Tösse kyrka (Tösse kyrka 1:1)                | Kyrka med begravningsplats (4 byggnader)           |            |          |       | 58.97513, 12.62055 |                | Ladda upp en till bild av denna byggnad |
| Åmåls kyrka (Kyrkan 1)                       | Kyrka med kyrkotomt,Begravningsplats (4 byggnader) |            |          |       | 59.05617, 12.70333 |                | Ladda upp en till bild av denna byggnad |
| Ånimskogs kyrka (Ånimskogs Stom 1:5)         | Kyrka med begravningsplats (4 byggnader)           | 1200-talet |          |       | 58.89185, 12.54198 |                | Ladda upp en till bild av denna byggnad |

## Öckerö kommun
| Namn                             | Ursprunglig funktion                             | Byggår | Arkitekt | Plats | Läge               | Anläggnings-ID | Bild                                    |
| -------------------------------- | ------------------------------------------------ | ------ | -------- | ----- | ------------------ | -------------- | --------------------------------------- |
| Björkö kapell (Björkö 1:153)     | Kapell (1 byggnad)                               |        |          |       | 57.73502, 11.67731 |                | Ladda upp en till bild av denna byggnad |
| Hönö kyrka (Hönö 35:1)           | Kyrka sammanbyggd med församlingshem (1 byggnad) |        |          |       | 57.69089, 11.64711 |                | Ladda upp en till bild av denna byggnad |
| Öckerö gamla kyrka (Öckerö 15:1) | Kyrka med begravningsplats (1 byggnad)           |        |          |       | 57.70675, 11.64364 |                | Ladda upp en till bild av denna byggnad |
| Öckerö kyrka (Öckerö 2:638)      | Kyrka (1 byggnad)                                |        |          |       | 57.70827, 11.64503 |                | Ladda upp en till bild av denna byggnad |